# ال کامینو: فیلم بریکینگ بد
ال کامینو: فیلم بریکینگ بد (به انگلیسی: El Camino: A Breaking Bad Movie) (به اختصار ال کامینو) فیلم درام جنایی و وسترن معاصر آمریکایی محصول سال ۲۰۱۹ است. این فیلم بخشی از فرنچایز بریکینگ بد، به عنوان دنباله و پایانی برای مجموعه تلویزیونی بریکینگ بد می‌باشد. این فیلم داستان جسی پینکمن را ادامه می‌دهد که با والتر وایت، معلم سابق خود در طول سریال برای ساختن یک امپراتوری مت‌آمفتامین مستقر در البوکرکی دست به شراکت زد. وینس گیلیگان، خالق سریال، نویسندگی، کارگردانی و تهیه‌کنندگی ال کامینو را برعهده داشت. آرون پال دوباره نقش خود را در نقش جسی پینکمن بازی کرد. همچنین چندین بازیگر بریکینگ بد از جمله جسی پلمونس، کریستن ریتر، چارلز بیکر، مت جونز، رابرت فورستر، جاناتان بنکس و برایان کرانستون نیز نقش‌های خود را تکرار کردند. فورستر در روز اکران ال کامینو درگذشت و یکی از آخرین نقش‌آفرینی‌های او در این فیلم رقم خورد.
گیلیگان از هنگامی که قسمت پایانی سریال بریکینگ بد را می‌نوشت، داستان ال کامینو را در ذهن پرورش داد. او در سال ۲۰۱۷ نزدیک به دهمین سالگرد این سریال، با ایده ساخت این فیلم با آرون پال ملاقات کرد و چند ماه بعد فیلم‌نامه آن را تکمیل کرد. تصویربرداری اصلی به‌طور مخفیانه در نیومکزیکو و در نوامبر ۲۰۱۸ آغاز شد و نزدیک به ۵۰ روز به طول انجامید. این پروژه تأیید نشده باقی ماند تا اینکه نتفلیکس یک تریلر از آن را در ۲۴ اوت، ۲۰۱۹ منتشر کرد.
ال کامینو در ۱۱ اکتبر ۲۰۱۹ به صورت دیجیتالی در نتفلیکس و به‌طور محدود در سینماها اکران شد و در ۱۶ فوریه ۲۰۲۰ اولین نمایش تلویزیونی را در شبکه ای‌ام‌سی داشت. این فیلم نقدهای مثبت منتقدان را به خود اختصاص داد و برنده جوایز متعددی از جمله برنده بهترین فیلم ساخته شده برای تلویزیون در جوایز تلویزیونی به انتخاب منتقدان و بهترین فیلم ساخته شده برای تلویزیون در جوایز ستلایت شد. ال کامینو علاوه بر این، چهار نامزدی در جوایز امی ساعات پربیننده برای بهترین فیلم تلویزیونی و سایر بخش‌ها به دست آورد.

## داستان
جسی پینکمن در یک فلش بک به مدت کوتاهی پیش از ترک تجارت مت‌آمفتامین متعلق به والتر وایت،  از مایک ارمنتراوت می‌پرسد که برای شروع دوباره به کجا می‌رود. مایک می‌گوید اگر جوان‌تر بود به آلاسکا می‌رفت، که جسی را مجذوب کرد. جسی ابراز تمایل می‌کند که اشتباهات گذشته خود را جبران کند، اما مایک هشدار می‌دهد که شروع دوباره، این کار را برایش غیرممکن می‌کند.
در زمان حال، جسی از مجتمع برادری آریایی با شورلت ال کامینو که متعلق به تاد آلکوئست است، فرار می‌کند. او به خانه اسکینی پیت و بجر در البوکرکی می‌رود آنها ماشین را پنهان می‌کنند و به جسی جایی برای خواب می‌دهند. صبح روز بعد، جسی با جوی پیر تماس می‌گیرد تا ال کامینو را از بین ببرد، اما جو پس از کشف لوجک آن را رها می‌کند. پیت نقشه‌ای طراحی می‌کند تا به نظر برسد جسی پس از معامله ال کامینو با فورد تاندربرد متعلق به پیت فرار کرده است. پیت و بجر پولی را که والتر وایت به آنها داده بود را به جسی می‌دهند، و بجر در تاندربرد به سمت جنوب حرکت می‌کند، بنابراین به نظر می‌رسد جسی به سمت مکزیک رفته است. پیت با ال کامینو می‌ماند و منتظر است تا پلیس به دنبال لوجک بیایند. جسی با پونتیاک فیرو متعلق به بجر می‌رود. او از طریق اخبار رادیو، مسمومیت مرگبار یک زن توسط والتر وایت، و همچنین مرگ والتر را مطلع می‌شود.
در یک فلش بک تاد، جسی را که در اسارت به سر می‌برد به آپارتمانش می‌برد تا به خلاص شدن از جنازه زن نظافتچی خود کمک کند، خدمتکار تاد پس از کشف پول مخفی او توسط تاد کشته شده بود. آنها لو شانزر، همسایه فضول تاد را دست به سر می‌کنند و جسد را در کویر منقش دفن می‌کنند. جسی برای مدت کوتاهی تپانچه‌ای را که تاد رها کرده بود را در دست می‌گیرد، اما تاد با او صحبت می‌کند تا آن را پس دهد.
در زمان حال، جسی مخفیانه وارد آپارتمان تاد می‌شود و به دنبال پول تاد می‌گردد. او مخفیگاه جدید را پیدا می‌کند، اما پلیس‌هایی با نام‌های نیل کندی و کیسی وارد می‌شوند و شروع به جستجو می‌کنند. جسی مخفی می‌شود اما بعد از اینکه کیسی او را پیدا کرد، او را با اسلحه نگه می‌دارد. نیل جسی را خلع سلاح می‌کند، جسی هم متوجه می‌شود که این دو پلیس نیستند، بلکه اوباش‌هایی هم هستند که به دنبال پول تاد آمده‌اند. جسی برای نجات خود فاش می‌کند که پول نقد را پیدا کرده است. لو گزارش می‌دهد که یادداشتی قدیمی از تاد پیدا کرده است و کیسی با تظاهر به علاقه حواس او را پرت می‌کند. نیل و جسی بر سر پول نقد چانه می‌زنند و نیل به جسی اجازه می‌دهد یک سوم آن را بگیرد. با رفتن آنها، جسی، نیل را به عنوان جوشکاری به یاد می‌آورد که در حالی که او مجبور شده بود برای برادری آریایی مت‌آمفتامین درست کند، بند نگهدارنده او را ساخته است.
جسی اد گالبریت، «مخفی‌کننده» را پیدا می‌کند که ۱۲۵۰۰۰ دلار برای کمک به جسی به اضافه ۱۲۵۰۰۰ دلار برای موقعیت قبلی که جسی او را استخدام کرد اما نتوانست متعهد شود، می‌خواهد.  جسی ۱۸۰۰ دلار کم دارد و اد نیز از کمک خودداری می‌کند. جسی با دانستن اینکه آنها تحت نظر هستند، با والدین خود تماس می‌گیرد و وانمود می‌کند که می‌خواهد تسلیم شود. پس از خروج والدینش و پلیس، جسی مخفیانه وارد خانه پینکمن می‌شود و یک کلت وودزمن و یک ایور جانسون بدون چکش را از گاوصندوق پدرش برمی‌دارد.
جسی به مغازه نیل می‌رود، جایی که نیل، کیسی و سه دوستش با اسکورت‌ها و کوکائین در حال جشن گرفتن هستند. پس از خروج روسپی‌ها، او درخواست ۱۸۰۰ دلار می‌کند و نیل نمی‌پذیرد. نیل با دیدن کلت وودزمن در کمربند جسی، او را برای سهم خود به دوئل دعوت می‌کند. جسی موافقت می‌کند و وقتی نیل دستش را به سمت تفنگش می‌برد، جسی با ایور جانسونی که در جیب ژاکتش پنهان کرده بود به او شلیک می‌کند. در ادامه کیسی به سمت جسی شلیک می‌کند، اما جسی با تفنگ نیل او را می‌کشد. جسی گواهینامه‌های رانندگی بقیه مردان را جمع می‌کند و اجازه خروج به آنها می‌دهد و تهدید می‌کند که اگر به پلیس اطلاع دهند بازمی‌گردد و آنها را می‌کشد. او پول نقد نیل را برمی‌دارد و پس از تنظیم یک انفجار برای پوشاندن ردهای او، آنجا را ترک می‌کند.
در یک فلش بک، والتر و جسی بعد از چند روز ساخت مت‌آمفتامین، در حال خوردن صبحانه هستند. تخمین زده می‌شود که آنها بیش از ۱ میلیون دلار سود خواهند داشت، والتر از اینکه تمام عمرش برای انجام کاری خاص صبر کرده است ابراز تاسف می‌کند و جسی را خوش شانس می‌خواند زیرا او مجبور نیست منتظر بماند.
در زمان حال اد، جسی را در ماشین پارک شده در نزدیکی هینز، آلاسکا پیاده می‌کند. جسی به اد نامه‌ای برای براک کانتیو می‌دهد و تصدیق می‌کند که نمی‌خواهد با هیچ‌کس دیگری خداحافظی کند. در حال رانندگی، جسی به دوران خود با جین مارگولیس بازگشته است.  جسی به جین می‌گوید که صحبت‌های او در مورد رفتن به هر سویی که دنیا او را می‌برد را تحسین می‌کند، اما جین آن را به عنوان استعاره رد می‌کند و جسی را تشویق می‌کند که خودش تصمیم بگیرد. جسی در حال رانندگی است و به چشم‌انداز یک زندگی جدید لبخند می‌زند.

## بازیگران
- آرون پال در نقش جسی پینکمن، تولیدکننده سابق مت‌آمفتامین که زمانی با والتر وایت شریک بود.
- جسی پلمونس در نقش تاد آلکوئست، یکی از اسیرکنندگان جسی و یکی از اعضای باند نئونازی که جسی را مجبور به تولید مت‌آمفتامین می‌کند، تاد در فلش بک‌های پیش از مرگش ظاهر می‌شود.
- کریستن ریتر در نقش جین مارگولیس، دوست دختر فوت شده جسی که در یک فلش بک ظاهر می‌شود
- چارلز بیکر در نقش اسکینی پیت، دوست جسی
- مت جونز در نقش برندن «بجر» میهیو، دوست جسی
- رابرت فورستر در نقش اد گالبریث، صاحب فروشگاه جاروبرقی که افراد را جابجا می‌کند و به آنها هویت جدیدی می‌دهد.
- جاناتان بنکس در نقش مایک ارمنتراوت، شریک تجاری سابق جسی و والتر، که در یک فلش بک ظاهر می‌شود.
- برایان کرانستون در نقش والتر وایت، سلطان مت‌آمفتامین و شریک سابق و معلم شیمی دبیرستان جسی، که در یک فلش بک ظاهر می‌شود.
- اسکات شپرد در نقش کیسی، همکار نیل
- اسکات مک‌آرتور در نقش نیل کندی، جوشکاری که در اسارت جسی شرکت داشت.
- تام باور در نقش لو شانزر، همسایه فضول تاد
- کوین رانکین در نقش کنی، یکی از اسیرکنندگان جسی
- لری هانکین در نقش جوی پیر، صاحب یک انبار زباله محلی که قبلاً به جسی و والتر در چندین فعالیت مرتبط با تجارت مت‌آمفتامین آنها کمک کرده بود.
- تس هارپر در نقش دایان پینکمن، مادر جسی که رابطه تیره‌ای با پسرش دارد.
- مایکل بافشور در نقش آدام پینکمن، پدر جسی که رابطه تیره‌ای با پسرش دارد.
- مارلا گیبس در نقش جین، ساکن البوکرکی که مشغول خرید در «بست کوالیتی وکیوم» است.
- برندان سکستون سوم در نقش کایل، کارمند شرکت جوشکاری کندی.
- جانی اورتیز در نقش گارسون، که در یک فلش بک در حال خدمت به میز جسی و والتر در کافه اَئول ظاهر می‌شود.

## تم‌ها و سبک
در حالی که داستان ال کامینو بر فرار جسی پینکمن به آلاسکا متمرکز است، وینس گیلیگان، نویسنده و کارگردان فیلم، اظهار داشت که موضوع فیلم بر تبدیل شدن جسی از یک پسربچه به یک مرد بالغ تمرکز کرده است. همان‌طور که جسی در طول بریکینگ بد شریک والتر وایت بود، ال کامینو در مقابل، جسی را نشان می‌دهد که با گذشته‌اش کنار می‌آید و بدون تأثیر وایت تصمیم‌های خودش را می‌گیرد. این مضمون در فلش‌بک‌هایی که ال کامینو با مایک ارمنتراوت در آغاز، و والتر وایت و جین مارگولیس در پایان به چاپ می‌رسانند، رایج است. آلان سپینوال از رولینگ استون توضیح داد که در حالی که این صحنه‌ها به این عنوان یادآوری می‌شود که جسی قبلاً چه کسی بوده و الان همه چیزش را که از دست داده است، «هر سه فلش بک همچنین در مورد روشی است که جسی به دلیل شرایط غم‌انگیز مجبور شده است بزرگ شود و بیشتر دربارهٔ آن فکر کند. جایگاه او در جهان هستی و تأثیری که بر دیگران می‌گذارد. و آنها قصد دارند او را در جاده‌ای قرار دهند که اد گالبریث او را در پایان فیلم ترک می‌کند.» آرون پال شخصیت خود جسی را فردی توصیف کرد که «چندین بار به جهنم رفته و بازگشته است و هنوز هم برای آن گناهان هزینه می‌پردازد»، اما دونا بومن از ای. وی. کلاب خاطرنشان کرد که جسی با رهایی خود از اقدامات جاه‌طلبانه والتر وایت، رستگاری خود را پیدا کرد و از سرنوشت مرشد خود اجتناب کرد و در نهایت به خود فرصتی برای آینده داد.
فلش بک آغازین با جسی و مایک همچنین در این موضوع است که جسی می‌خواهد از نو شروع کند و در عین حال اوضاع را با گذشته خود درست می‌کند. اگرچه مایک هشدار داد که شروع دوباره باعث می‌شود جبران آن غیرممکن شود، جسی چندین بدهی احساسی سریال را با ژست‌های اصلاح‌کننده در طول فیلم بازپرداخت می‌کند: خداحافظی مناسب با دوستانش بجر و اسکینی پیت، عذرخواهی از والدینش برای آخرین‌بار، گرفتن انتقام از نیل کندی و کیسی، بازپرداخت بدهی (به معنای واقعی کلمه) خود به اد گالبریث، و ارسال نامه خداحافظی و عذرخواهی خود برای براک کانتیو. گیلیگان با قرار دادن تحلیل خود در مورد دوئل نهایی جسی با نیل، صحنه را بیش از کسب پول نقدی که جسی برای فرارش نیاز داشت، تفسیر کرد و بلکه به عنوان راهی برای «جن‌گیری شیاطین» که او را از وقایع سریال آزار می‌داد، تفسیر کرد. هم گیلیگان و هم آرون پال گمان می‌کردند که جسی حتی در زندگی جدیدش در آلاسکا همچنان توسط این شیاطین تسخیر می‌شود، اما حداقل با خلاص کردن جهان از شر یک شخص شرور، به نوعی انتقام برای گذشته‌اش دست یافته بودند.
بریکینگ بد اغلب به عنوان یک اثر وسترن معاصر طبقه‌بندی می‌شود. این موضوع در ال کامینو نیز وجود دارد. گیلیگان تحسین خود را از کارگردان سرجو لئونه و عشق خود را به ژانر وسترن ابراز کرد. او ابتدا می‌خواست بریکینگ بد را با فرمت سینمااسکوپ که لئون برای سه‌گانه دلار استفاده کرده بود فیلمبرداری کند و در ال کامینو به آرزویش رسید. منتقدان به دوئل بین جسی و نیل اشاره کردند که مستقیماً به سبک فیلم‌های وسترن است. گیلیگان به خوب، بد، زشت و دیگر درگیری‌های کلاسیک با اسلحه اشاره کرد تا صحنه را با تکنیک‌های پوشش دوربین مشابه ترتیب دهد، همچنین آهنگساز دیو پورتر از عناصر وسترن در موسیقی این صحنه استفاده کرد. بن تراورز از ایندی‌وایر تأثیرات وسترن فیلم را در «مناظر فراگیر، تنها بازمانده و آخرین بن‌بست» دنبال می‌کند، در حالی که مت زولر سیتس از وب سایت ولچر عنوان ال کامینو را «بی‌شرمانه با رنگ وسترن» می‌داند و به فقدان پلان آخر و احساساتی بودن آشکار به عنوان وفادار به روح وسترن‌های کلاسیک اشاره می‌کند.

## تولید

### ایده کلی
وینس گیلیگان، خالق و شورانر سریال برکینگ بد، ایده ال کامینو را در حین نوشتن قسمت پایانی سریال «فلینا» داشت. او از خود پرسید که پس از وقایع قسمتی که جسی پس از نجات توسط والتر وایت از محوطه نئونازی‌ها فرار کرد، چه اتفاقی برای جسی پینکمن افتاد. اگرچه او سرنوشت جسی را در فیلم‌نامه پایانی مبهم نگه داشت، اما گیلیگان در طول مصاحبه دو احتمال را ارائه داد: یکی واقع گرایانه‌تر که در آن پلیس جسی را چند مایلی دورتر از محوطه گرفتار کرد و دوم خوشبینانه‌تر، جایی که او فرار کرد اما هنوز مجبور بود با آن چیزهای وحشتناکی که در طول سریال شاهد بود، کنار بیاید.
در سال‌های بعد، گیلیگان با هر دو رویکرد بازی کرد. یکی از ایده‌های اولیه این بود که جسی در نزدیکی مرز کانادا پنهان شد و برای کمک به یک زن جوان در شهر دوباره پایش به جرم و جنایت کشیده شد. این نسخه با جسی در یک سلول زندان در صحنه پایانی به پایان رسید، اما برای اولین بار در صلح به زندان افتاد. هالی رایس دوست دختر گیلیگان، توصیه کرد که این پایان‌بندی را رد کند و گفت که طرفداران از دیدن زندانی شدن جسی پس از تمام زندگی‌اش قدردانی نمی‌کنند. او همان بازخورد را هنگام ارائه ایده‌های جداگانه برای فیلم با گروه نویسندگی «بهتره با سال تماس بگیری» دریافت کرد. کارکنان بسیاری از نویسندگان سریال اصلی را به نمایش گذاشتند. گیلیگان در ابتدا به عنوان یکی از مجریان برنامه در فصل‌های اولیه فعالیت می‌کرد و سپس اتاق نویسندگان را ترک کرد تا روی پروژه‌های دیگر تمرکز کند. آنها همچنین با این پایان مخالفت کردند زیرا قصد داشتند از ایده مشابهی برای قسمت آخر مجموعه تلویزیونی بهتره با سال تماس بگیری استفاده کنند، که هنوز هم سال‌ها بعد از آن می‌گذشت، و احساس کردند که این نتیجه‌گیری با داستان آنها بهتر از جسی مطابقت دارد. پس از استقبال منفی مقامات از مفهوم گرفتار شدن جسی، گیلیگان متعاقباً با خط داستانی جسی در حال فرار به آلاسکا رفت.

### ساخت

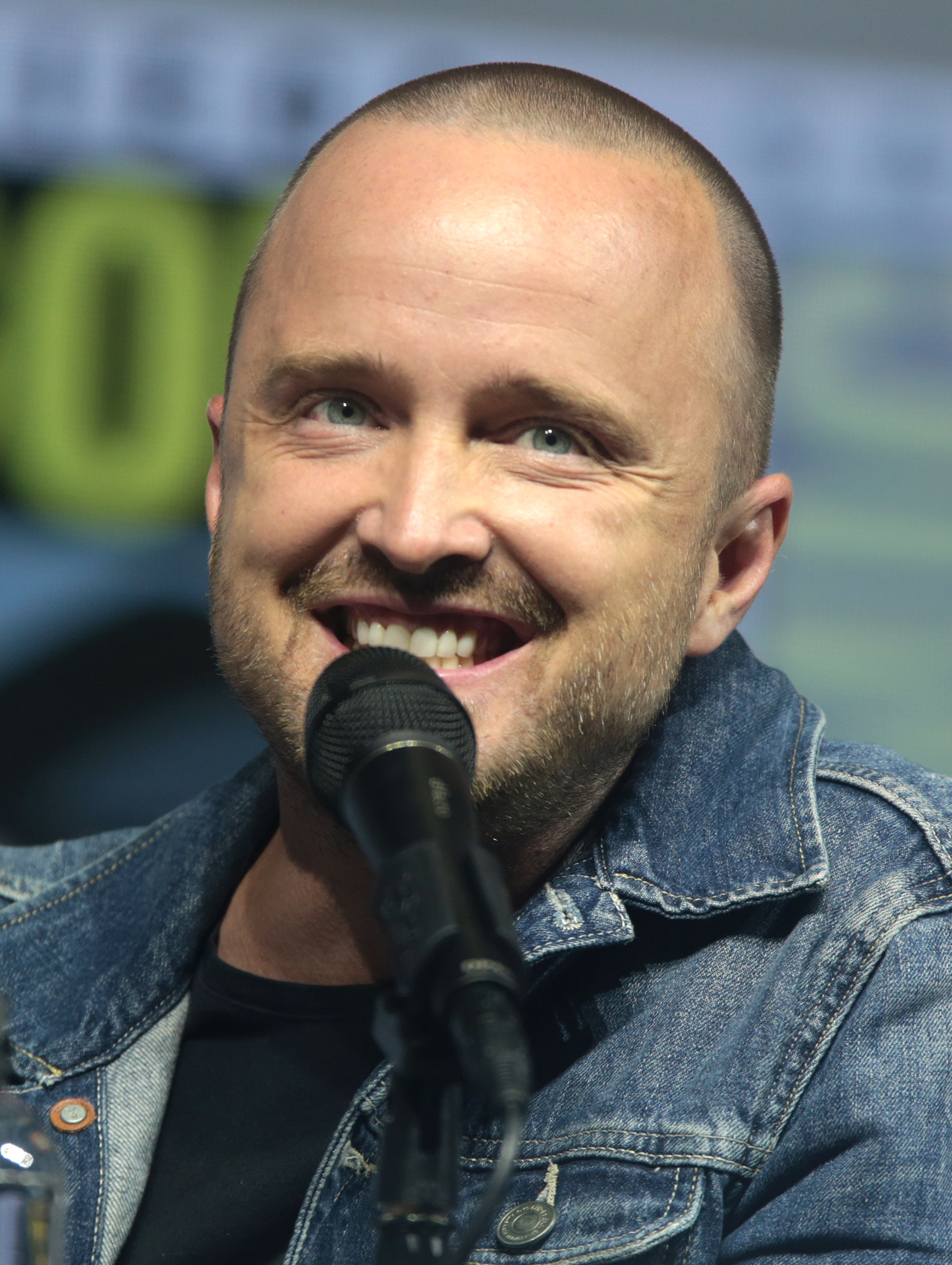
ال کامینو داستان جسی پینکمن که توسط آرون پال به تصویر کشیده شده است را پس از رویدادهای مجموعه تلویزیونی بریکینگ بد دنبال می‌کند.

ایده اولیه برای ادامه داستان جسی پینکمن به عنوان یک فیلم کوتاه یا «مینی اپیزود» حدود ۱۵ تا ۲۰ دقیقه آغاز شد. گیلیگان که متوجه شد یک فیلم کوتاه مقرون به صرفه نیست، تصمیم گرفت یک فیلم بلند بسازد. او در ابتدا به فکر نامگذاری «'۶۳» بود و با اشاره به وضعیت غیررسمی آن به عنوان قسمت ۶۳ بریکینگ بد، عنوان کرد. با این حال، در جلسه‌ای که گیلیگان ایده‌های داستانی را با کارکنان بهتره با سال تماس بگیری مطرح کرد، تهیه‌کننده اجرایی سریال توماس اشنوز به او توصیه کرد این عنوان پیشنهادی را تغییر دهد. اشنوز که به عنوان تهیه‌کننده اجرایی و نویسنده در هر دو مجموعه تلویزیونی خدمت می‌کرد، به گیلیگان استدلال کرد که بریکینگ بد اساساً بر داستان والتر وایت تمرکز دارد، در حالی که فیلم و عنوان آن باید منحصر به فرد باشد تا نشان دهد که آنها بر روی جسی پینکمن متمرکز شده‌اند. گیلیگان با اشاره به نام شورلت ال کامینو، ماشینی که جسی در قسمت «فلینا» با آن رانندگی می‌کند، موافقت کرد و در نهایت به عنوان ال کامینو رضایت داد.
نزدیک به دهمین سالگرد نمایش بریکینگ بد، گیلیگان شروع به اشتراک گذاشتن این ایده با بازیگران سابق و خدمه به عنوان وسیله‌ای برای جشن گرفتن این نقطه عطف کرد. آرون پال که نقش جسی را در این سریال به تصویر می‌کشید، تأیید کرد که در همین زمان، یک تماس تلفنی از گیلیگان دریافت کرد که به بازگشت شخصیت او اشاره کرد. پال در ابتدا بر این باور بود که این به معنای نمایش فیلم بهتره با سال تماس بگیری است که پیش‌درآمدی برای بریکینگ بد بود. گیلیگان سپس قصد خود را برای ادامه داستان جسی پس از وقایع سریال نشان داد که باعث هیجان زیاد پال شد. اگرچه او فکر می‌کرد که بریکینگ بد نتیجه رضایت‌بخشی دارد، اما پال همچنان به شخصیت جسی پینکمن احساس دلبستگی می‌کرد. طرفداران مرتباً از او دربارهٔ موقعیت جسی می‌پرسیدند، در حالی که او گهگاه دربارهٔ سرنوشت خود جسی فکر می‌کرد. در پایان مکالمه، پال اشتیاق نشان داد که با هر ایده‌ای که گیلیگان برای ادامه سریال بریکینگ بد داشت درگیر شود.
گیلیگان هفت ماه پس از پیشنهاد ایده‌اش، یک فیلم‌نامه کامل را به پال ارائه کرد. پال سه ساعت را در دفتر گیلیگان گذراند و فیلم‌نامه را بررسی کرد و تقریباً بلافاصله احساس کرد که می‌تواند طرز فکر و ضربات عاطفی جسی را درک کند. پس از خواندن اولیه آن پال چنان تحت تأثیر قرار گرفت که احساس لال شدن کرد و این واکنش اولیه را شبیه به واکنش پس از اولین خواندن خود از قسمت «فلینا» تشبیه کرد. هنگامی که فیلم‌نامه را تمام کرد، پال به ابراز خوشحالی و هیجان برای فیلم ادامه داد، او آن را «نامه عاشقانه» به طرفداران جسی و بریکینگ بد دانست و گیلیگان را به خاطر نزدیک شدن با احتیاط و دقت به فیلم‌نامه تحسین کرد.
اگرچه گیلیگان پیش از این درگیر فیلم‌های بلند بود، ال کامینو اولین کارگردانی و تهیه‌کنندگی او بود. در حالی که او مفهوم یک فیلم دنباله‌دار را برای مدت طولانی پس از پایان بریکینگ بد در نظر گرفت، اما گیلیگان اظهار داشت که اگر بهتره با سال تماس بگیری ناموفق می‌شد، احتمالاً نمی‌توانست آن را بسازد. زمانی که گیلیگان اولین فیلم خود را برای سونی پیکچرز تله‌ویژن ساخت، استودیوی مربوط به بریکینگ بد و بهتره با سال تماس بگیری، مدیران حاضر در اتاق به سرعت موافقت کردند که وارد هیئت شوند. گیلیگان با در دست داشتن فیلمنامه‌اش، به‌طور انتخابی فیلم را به چند توزیع‌کننده بالقوه خرید و به دلیل سابقه حضورشان در نمایش، در نتفلیکس و ای‌ام‌سی حل و فصل کرد. گیلیگان قصد داشت ال کامینو یک اکران در سینما نیز داشته باشد، که قبلاً نتفلیکس برای برخی از اولین فصل‌های سریال بریکینگ بد کرده بود. بودجه نامشخص ال کامینو بیش از ۶ میلیون دلار از بودجه برای هر قسمت فصل آخر مجموعه بود.

### نویسندگی

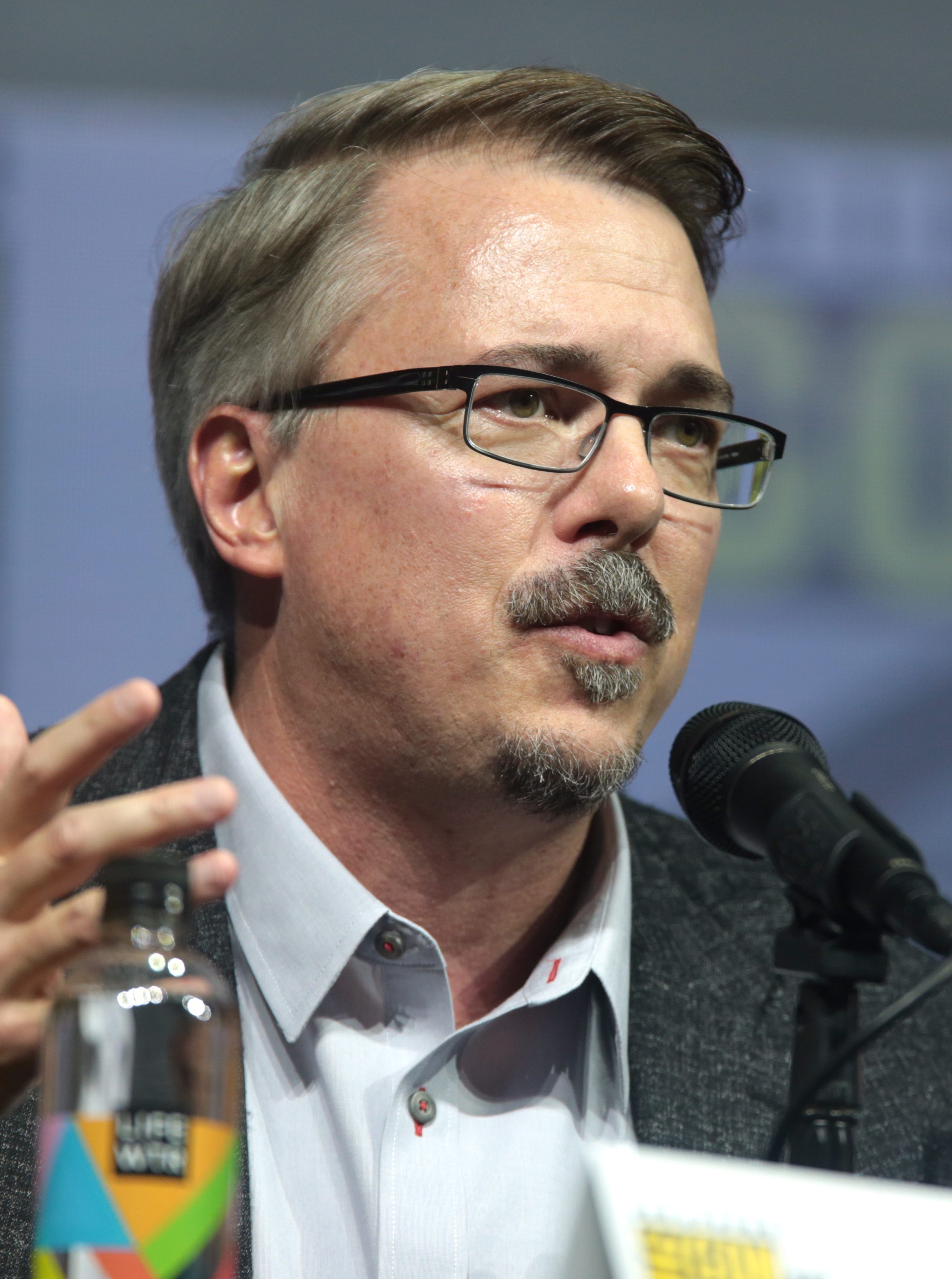
وینس گیلیگان خالق و مجری سریال بریکینگ بد نویسندگی و کارگردانی ال کامینو را بر عهده داشته است.

گیلیگان برخلاف بسیاری از کارهایش از پرونده‌های ایکس، بریکینگ بد و بهتره با سال تماس بگیری که در آن با اتاق نویسندگان همکاری کرد تا فیلمنامه‌هایش را بسازد و به ضرب‌الاجل‌هایش برسد، فیلم‌نامه فیلم را به تنهایی نوشت تا زمانی که احساس کرد آماده نمایش است. گیلیگان با توجه به ال کامینو به عنوان کدی برای بریکینگ بد، معتقد بود که این فیلم در درجه اول برای طرفداران جذاب خواهد بود و برای کسانی که مجموعه تلویزیونی را تماشا نکرده‌اند لذت بخش نخواهد بود. این موضوع بر تصمیم او برای نوشتن آن به‌عنوان ادامهٔ مستقیم به جای درج صحنه‌های نمایشی برای جذب بینندگان جدید تأثیر گذاشت. او احساس می‌کرد که ال کامینو را می‌توان به‌طور مستقل از هر دو بریکینگ بد و اسپین‌آف بهتره با سال تماس بگیری دید، دقیقاً مانند اینکه چگونه این دو سریال را می‌توان مستقل از یکدیگر دید. با این حال، او همچنین معتقد بود که این سه اثر با هم در یک چارچوب بزرگتر وجود دارند و بینندگان باید همه آنها را با هم تماشا کنند تا تجربه کامل را دریافت کنند.
وقتی فکر می‌کرد از کدام شخصیت‌های بریکینگ بد برای ال کامینو استفاده کند، گیلیگان به فکر بازگرداندن اسکایلر وایت، والتر جونیور، هنک و ماری شریدر، گاس فرینگ و سال گودمن بود، اما نتوانست راهی برای گنجاندن آنها در داستان جسی پیدا کند. یک مفهوم اولیه شامل بازگرداندن عمو جک به عنوان روحی بود که جسی را در طول سفرش آزار می‌داد، اما گیلیگان این ایده را به این علت که احساس می‌کرد جسی به اندازه کافی رنج کشیده بود، کنار گذاشت. از میان شخصیت‌هایی که در نهایت استفاده کرد، گیلیگان بیشتر از همه برای بازگرداندن تاد آلکوئست ضداجتماع، احساس هیجان کرد، زیرا او شیفتگی به این شخصیت داشت و آرزو می‌کرد که می‌توانست در سریال بیشتر مورد بررسی قرار گیرد. جسی پلمونس که نقش تاد را بازی می‌کرد، در اولین خواندن فیلم‌نامه از نقش قابل توجه شخصیت متوفی خود ابراز شگفتی کرد و بخش خود را از فیلم به‌عنوان تاد بدون نظارت بزرگترها توصیف کرد که بهترین روز خود را سپری می‌کند. او همچنین صحنه‌های خود با جسی را به یک زوج هنری کمدی تشبیه کرد.
با مرگ تاد و بقیه گروه نئونازی در پایان «فلینا»، گیلیگان احساس کرد که فیلم به یک شرور جدید نیاز دارد تا درگیری برای جسی در خط داستانی کنونی ایجاد کند. به همین دلیل، گیلیگان شخصیت نیل کندی را خلق کرد که به دلیل روابط تجاری قبلی خود با باند، او را «نازی همسایه» نامید. او همچنین نیل را اجتماعی‌تر از تاد توصیف کرد و گفت که نیاز به فردی در حد نیل است تا بدون پرسیدن سؤالات زیاد یا حتی اهمیت دادن به وضعیت جسی، زمینه‌ای برای اتصال به جسی فراهم کند. گیلیگان نگران معرفی شخصیت جدیدی بود که در بریکینگ بد دیده نشده بود، اما همچنین آن را «درام ۱۰۱» نامید تا نیل را در بر بگیرد زیرا او به جسی شروری بخشید که توانست بر او غلبه کند و به فیلم ذوق بیشتری داد.

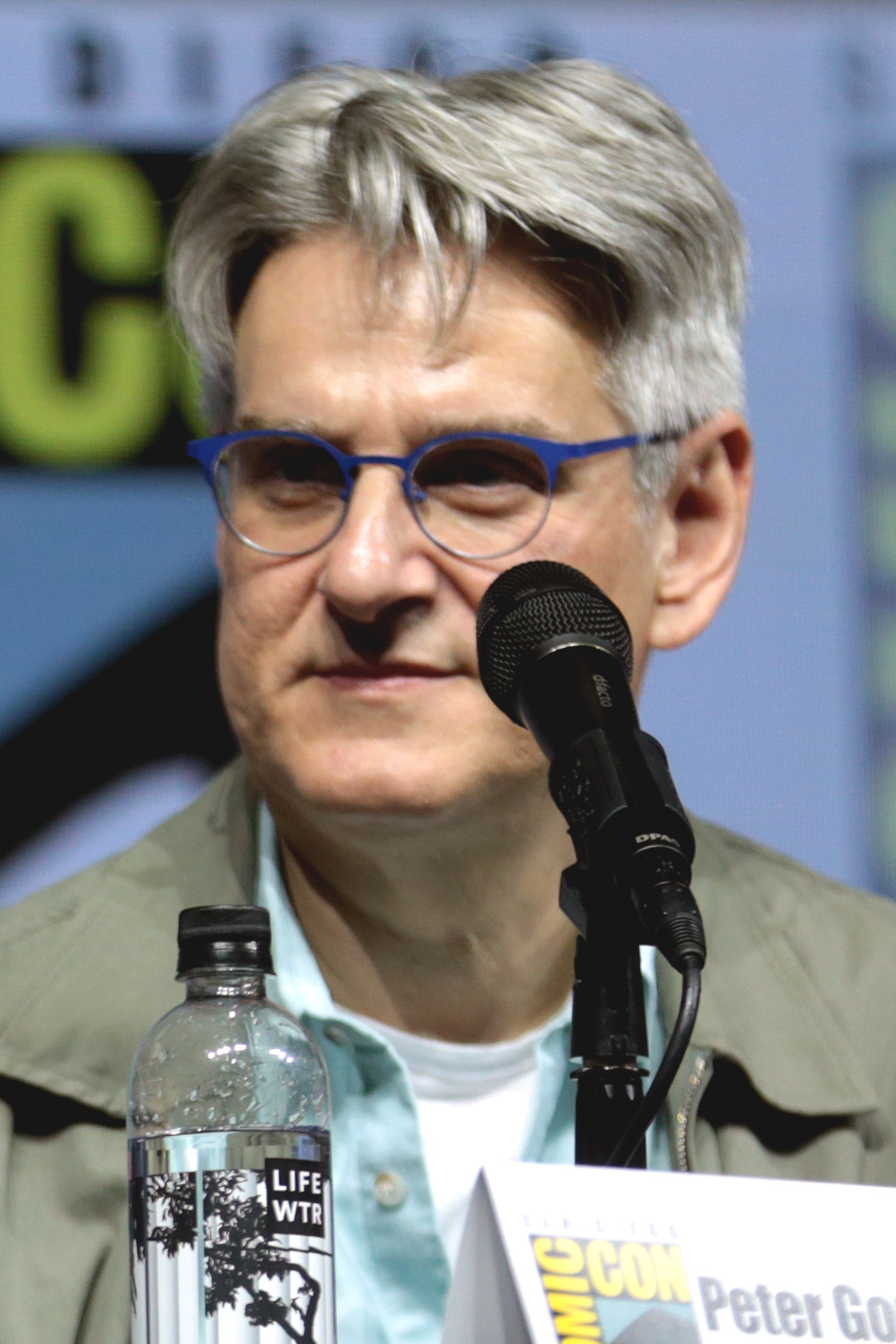
پیتر گولد و کارکنان نویسندگی بهتره با سال تماس بگیری به‌طور مرتب با گیلیگان هنگام ساخت فیلم‌نامه مشورت می‌کردند.

گیلیگان اتاق نویسندگان بهتره با سال تماس بگیری را در طول تولید ال کامینو از جمله در طول فرایند نوشتن، درگیر نگه می‌داشت. این نه تنها برای این بود که اطمینان حاصل شود که تداوم این دو پروژه با یکدیگر تداخل نداشته باشد، بلکه پیشنهادهایی برای بهبود فیلم‌نامه او نیز دریافت کند. پس از اتمام اولین پیش‌نویس، گیلیگان بلافاصله از پیتر گولد مشاوره گرفت، که با گیلیگان در توسعه بهتره با سال تماس بگیری همکاری داشت و پس از اینکه گیلیگان نقش خود را در سریال کاهش داد، تنها شورانر آن شد. تصمیم برای آوردن جین مارگولیس به داستان ناشی از این مشورت بود، زیرا فیلم‌نامه اولیه شامل این شخصیت نمی‌شد. پس از اینکه گولد پیش‌نویس اول را خواند، توصیه کرد که جین می‌تواند در پایان ظاهر شود، «جایی که برای مخاطب بیشترین اهمیت را دارد». گیلیگان چند هفته به این پیشنهاد فکر کرد و در نهایت موافقت کرد. او این ایده را در فیلم‌نامه خود گنجاند و جین در نهایت سطرهای پایانی ال کامینو را ارائه کرد. کریستن ریتر، که در این فیلم دوباره ایفای نقش کرد، پایانِ کار با شخصیتش را «بسیار زیبا» خواند زیرا «جسی را با دلیجان مسلح همراه با جین به غروب آفتاب فرستاد… او در حال خوب شدن بود و جین آنجا با او بود.»
یکی از بزرگ‌ترین عناصر حذف شده در پیش‌نویس‌های بعدی، اولین چیزی بود که گیلیگان برای فیلم‌نامه نوشت محتوای نامه جسی به براک بود. گیلیگان قصد داشت آن را به صورت صدا بخواند در حالی که جسی در صحنه آخر در آلاسکا رانندگی می‌کرد. پال آن را به عنوان «صادقانه‌ترین، زیباترین و دلسوزترین نامه‌ای که می‌توان تصور کرد توصیف کرد – واقعاً فقط دلش را می‌ریزد و می‌گوید متاسفم.» در حالی که عوامل بهتره با سال تماس بگیری محتویات نامه را ستایش کردند، گولد و چندین نفر دیگر احساس کردند که بهتر است به تخیل مخاطب واگذار شود تا جسی چه نوشته است. گیلیگان متعاقباً تصمیم گرفت از این نامه برای پایان دادن به داستان جسی استفاده نکند و صداپیشگی آن هرگز ضبط نخواهد شد. پال با تصمیم گیلیگان موافقت کرد، اما گفت که احساس می‌کند «در هم شکسته» است که در برش نهایی ظاهر نشد. او پس از پایان فیلمبرداری نامه را در اختیار داشت و ابراز امیدواری کرد که محتوای نامه در نهایت برای عموم فاش شود.
گیلیگان صحنه نشستن والتر و جسی در غذاخوری را با لحنی آرام نوشت و قصد داشت آخرین فرصت را برای دیدن این دو شخصیت در کنار هم به عنوان آخرین لذت برای طرفداران فراهم کند. تهیه‌کننده ملیسا برنشتاین پیشنهاد کرد که کمی تندتر به صحنه اضافه شود تا این صحنه بیشتر در بین مخاطبان طنین انداز شود. گیلیگان بیشتر صحنه فیلم‌نامه اصلی را دست نخورده باقی گذاشت، اما او و برنشتاین به این خط رسیدند: «تو واقعاً خوش شانسی، می‌دانی؟ اینکه مجبور نبودی تمام زندگیت را برای انجام یک کار خاص صبر کنی»، این صحنه به تم ال کامینو می‌خورد که جسی سرانجام کنترل زندگی‌اش را به دست می‌گیرد.

### فیلمبرداری
تحت عنوان کاری گرین‌بریر، اکثر فیلمبرداری در البوکرکی، نیومکزیکو از نوامبر ۲۰۱۸ تا فوریه ۲۰۱۹ انجام شد و کل فیلمبرداری ۵۰ روز به طول انجامید. ال کامینو سرعت فیلم‌برداری آرام‌تری نسبت به بریکینگ بد داشت و تنها یک و نیم تا سه صفحه فیلم‌نامه در روز فیلم‌برداری می‌شد در مقابل بریکینگ بد که شش تا هشت صفحه بود. این برنامه کم فشار به بازیگران فرصت بیشتری برای بداهه‌پردازی در صحنه می‌دهد و در عین حال به اعضای گروه زمان بیشتری برای فیلم‌برداری از طیف وسیع‌تری از نماها و پوشش دوربین بیشتر می‌دهد. گیلیگان احساس کرد که سرعت پایین‌تر به او اجازه می‌دهد تا در حین فیلم‌برداری بیشترین حس برای خلقت خود داشته باشد.
علیرغم اینکه فاصله زمانی از پایان سریال، بازیگران نمی‌توانند شخصیت‌هایشان را به تصویر نمی‌کشند، اما اعضای بازیگران احساس می‌کردند که نقش‌های قبلی خود را مجدداً به سهولت بازی می‌کنند. پال صحنه‌های خود را بدون هیچ تمرینی فیلمبرداری کرد، زیرا احساس می‌کرد به راحتی می‌تواند به احساسات جسی به همان روشی که در سریال می‌توانست دسترسی داشته باشد. او تکرار نقش جسی را به بستن دهان یک دوست قدیمی تشبیه کرد. ال کامینو همچنین از بسیاری از عواملی استفاده کرد که از زمان اجرای سربرنامه برکینگ بد نقش‌های خود را بر عهده داشتند، زیرا پس از پایان آن سریال، چندین نفر در مجموعه بهتره با سال تماس بگیری استفاده شده بودند. اولین چیزی که برای ال کامینو فیلمبرداری شد صحنه‌ای بود که جسی در خانه بجر و اسکینی پیت ظاهر می‌شود و خود را بر روی تخت می‌اندازد. پال اولین روز فیلمبرداری خود با گیلیگان، مت جونز، چارلز بیکر و اعضای سابق سریال را با یک دیدار خانوادگی مقایسه کرد.
در طول تصویربرداری اصلی، تولید تقریباً تصمیم گرفت از تصویربرداری جسی که در حال برداشتن یک سوسک در خارج از دفتر نیل کندی است، صرف نظر کند و دلیل آن محدودیت‌های زمان‌بندی بود. پال در به تصویر کشیدن این لحظه ثابت قدم ماند و از آن به عنوان بینشی کلیدی از چارچوب ذهنی جسی یاد کرد. خدمه تسلیم شدند و صحنه را در یک برداشت فیلمبرداری کردند.

### تصویربرداری
در ال کامینو از نسبت تصویر ۲٫۳۹ عریض و از دوربین آری الکسا ۶۵ استفاده شد تا کار را به شیوه‌ای سینمایی ثبت شود. گیلیگان و مارشال آدامز، فیلمبردار فیلم، الکسا ۶۵ را به‌خاطر کیفیت آن در تصویربرداری در نور کم انتخاب کردند، که فیلم به شدت از آن بهره می‌برد. همچنین استفاده از این دوربین به این معنی بود که ال کامینو به صورت دیجیتالی فیلمبرداری می‌شود، در مقابل بریکینگ بد که روی فیلم ۳۵ میلی‌متری فیلمبرداری می‌شود. جودی ری، طراح تولید، خاطرنشان کرد که گیلیگان از لنز و نسبت تصویر عریض‌تر برای خلق تجربه‌ای مجلل‌تر از مجموعه تلویزیونی استفاده کرد و به تصاویر چشم‌انداز وسیع‌تر اجازه داد تا با ضربات داستانی ال کامینو روبرو شوند. استفاده از گزینه‌های اقتصادی بیشتر که معمولاً برای تلویزیون استفاده می‌شود. آدامز با این نظر موافق بود و به عنوان مثال به فضای وسیع و خالی کویر منقش اشاره کرد که بر وضعیت تنهایی و ناامید جسی در اسارت تاد تأکید می‌کرد.
گیلیگان می‌خواست فیلم‌برداری ال کامینو ظاهر طبیعت‌گرایانه‌ای که در برکینگ بد و بهتره با سال تماس بگیری داشته، حفظ شود و در عین حال آن را نیز گسترش دهد. آدامز تصریح کرد این را به‌عنوان «ظاهر واقع‌گرایانه و کاربردی برای نمای بیرونی شبانه و فضای داخلی کم نور که تمام رنگ‌ها و ظاهر البوکرکی را در بر می‌گیرد» که این را در بهتره با سال تماس بگیری نیز استفاده کرد. با ترکیب الکسا ۶۵ با لنزهای دی‌ان‌ای آری پرایم، آدامز توانست در نور کم به‌طور مؤثر تصویربرداری و عمق میدان را کنترل کند و همچنین کنتراست و تعادل رنگ را حفظ کند. آدامز پالت رنگ ال کامینو را با داوینچی‌ریزالو درجه‌بندی کرد. او اجازه نداد که رنگ‌هایی را که او در بریکینگ بد استفاده کرده را دیکته کند و تصمیم گرفت تا پالتی خاص برای فیلم بسازد. برای کمک به تصویربرداری روزانه، تیم تولید از فوتوکم استفاده کرد، که همان کار را در بریکینگ بد و بهتره با سال تماس بگیری انجام دادند. خدمه فیلم را با تغییرات رنگی درخواستی به اعضای فوتوکم در محل تحویل دادند، که سپس تغییرات را اعمال کردند تا تصاویر روزانه به سرعت برای بازبینی آدامز منتشر شوند.
آدامز ال کامینو را راهی برای ادای احترام به فیلمبردار اصلی بریکینگ بد مایکل اسلوویس دید. اگرچه آدامز در فصل سوم بهتره با سال تماس بگیری مدیر فیلمبرداری را برعهده گرفت، اما قبلاً در پایان فصل چهارم بریکینگ بد با اسلوویس به صورت پیک‌آپ فیلمبرداری کرده بود و در اولین قسمت فصل پنجم سریال به عنوان فیلمبردار فعالیت کرد. برای ال کامینو، آدامز تلاش زیادی کرد تا با لنز اسلوویس از این سری مطابقت داشته باشد، در حالی که آن را برای فرمت دیجیتالی فیلم و نسبت ابعاد بزرگ‌تر تغییر داد. او صحنه بیرون آمدن جسی از محوطه را یکی از صحنه‌هایی دانست که با استفاده از این روش به‌روزرسانی شده بود و آن را به «برشی مستقیم» از آخرین حضور جسی در قسمت پایانی بریکینگ بد تشبیه کرد. آدامز همین اصل را برای صحنه‌های دیگری که از لوکیشن‌های سریال استفاده می‌کرد، مانند مجتمع و فروشگاه وکیوم که در آنها اعمال کرد.
گیلیگان برای تمایز صحنه‌های فلاش بک از صحنه‌های فعلی، تصمیم گرفت از اشباع رنگ‌های مختلف استفاده نکند. او در عوض تصمیم گرفت که فلش‌بک‌ها را با دوربین بر روی دست فیلم‌برداری کند، در حالی که صحنه‌های امروزی بیشتر با دوربین روی پایه و قفل شده‌اند. این واقعیت که بسیاری از بریکینگ بد از فیلم‌برداری دستی استفاده می‌کردند، الهام‌بخش این تصمیم بود. با توجه به اینکه دوربین الکسا ۶۵ برای حمل در حین فیلمبرداری بسیار بزرگ است، گیلیگان با قرار دادن دوربین در بالای یک کیسه هوای کامیون، که به راحتی بین دو صفحه پلاستیکی باد و باز می‌شود، به این امکان دست یافت.

### طراحی صحنه
فیلمبرداری اساساً در البوکرکی استودیوز انجام شد، جایی که هر دو مجموعه بریکینگ بد و بهتره با سال تماس بگیری همراه با مکان‌های دیگر در سراسر شهر فیلم‌برداری شدند. میکروفون‌های بی‌سیم در سرتاسر صحنه‌ها و روی بازیگران برای ضبط صدای محیط و دیالوگ‌های طبیعی در حین فیلم‌برداری نصب شده بودند، زیرا گیلیگان استفاده از صداهای ارگانیک را به جایگزینی خودکار دیالوگ در طول پس‌تولید ترجیح می‌دهد.
مجموعه‌های قابل توجه جدید ساخته شده در استودیو شامل آپارتمان تاد و مغازه جوشکاری بود که در آن رویارویی نهایی جسی با نیل کندی و کیسی اتفاق افتاد. برای اولین بار، ری که به عنوان طراح تولید در فصل چهارم بهتره با سال تماس بگیری کار می‌کرد، مجموعه را طوری تنظیم کرد که منعکس‌کننده دوگانگی شخصیت تاد باشد. اتاق نشیمن اولیه آفتابی، دقیق، و تمیز به نظر می‌رسید که بازتابی از شخصیت بیرونی «پسر پیشاهنگ» تاد بود، و با پالت تخم‌مرغ‌های عید پاک کودکانه تزئین شده بود تا حس رشد متوقف‌شده‌اش را القا کند. با این حال، پالت مجموعه با رفتن به اتاق خواب او تیره‌تر می‌شد که نشان‌دهنده تمایلات ضداجتماعی تاد است. پلمونس مجموعه آپارتمان را به نگاه کردن به درون مغز تاد تشبیه کرد و هرج و مرج مطلق را در زیر نظم ظاهری سطح توصیف کرد. ری همچنین ابعاد مجموعه آپارتمان را متناسب با نسبت تصویر ال کامینو هنگام عکاسی از بالای سر طراحی کرد. با انجام این کار، گیلیگان می‌توانست تصویر جسی را خلق کند که به‌طور همزمان در چند اتاق مختلف به دنبال پول تاد می‌گردد. برای کارگاه جوشکاری، ری می‌خواست دقت نحوه ظاهر شدن یک تجارت جوشکاری و مطابقت با مکان بیرونی آن را حفظ کند، اما همچنین این مجموعه را برای بدلکاری صحنه و مسدود کردن دوربین ضروری طراحی کرد. ری دفتر شیشه‌ای را در پشت مجموعه گنجانده است تا شکستگی در طول اوج را شامل شود و ضربات اکشن صحنه را تقویت کند.
چندین مکان بریکینگ بد برای ال کامینو مورد استفاده مجدد قرار گرفت، مانند اقامتگاه خانواده پینکمن، مرکز خرید استریپ که شامل دفتر سال گودمن، و تعمیرگاه جاروبرقی اد گالبریث بود. فروشگاه اصلی جاروبرقی از زمان پایان این مجموعه فروخته شده بود و تبدیل به یک فروشگاه مبلمان شده بود، بنابراین تیم تولید باید مجموعه را از ابتدا بازسازی می‌کرد و از یک خریدار ویژه برای پیدا کردن وسایل یکسان از سمساری‌ها و تعمیرگاه‌ها استفاده می‌کرد. بازسازی مجموعه تعمیرات جاروبرقی، راحتی بیشتری را برای پخش فصل پنجم بهتره با سال تماس بگیری که چندین ماه بعد پخش شد، فراهم کرد. در ابتدا، قسمتی شامل اد گالبریث بود که صرفاً به‌عنوان صداپیشگی اجرا می‌شد، زیرا بودجه اپیزود نمی‌توانست هزینه پرواز بازیگر رابرت فورستر به البوکرکی و بازسازی مجموعه فروشگاه جاروبرقی را پوشش دهد. با این حال، برنشتاین تشخیص داد که هم فورستر و هم مجموعه بازسازی شده به عنوان بخشی از ال کامینو فراهم باشند. او سپس ترتیبی داد تا گیلیگان در طول تولید فیلم، صحنه‌های مربوط به مجموعه تلویزیونی بهتره با سال تماس بگیری را شخصاً با فورستر، ماه‌ها قبل از شروع فیلمبرداری برای هر قسمت دیگری، فیلمبرداری کند.
یکی از مکان‌های اصلی بریکینگ بد که باید عمدتاً روی صحنه بازسازی می‌شد، محوطه‌ای بود که جسی در آن زندانی شده بود، زیرا بسیاری از سازه‌های اصلی ویران شده بود. مجموعه جدید فضای داخلی قفس را برای صحنه‌های اولیه اسارت جسی و دیدن تاد از طریق نرده‌های فولادی بازسازی کرد. فیلمبرداری سکانس بیرونی بعدی که تاد به جسی اجازه می‌دهد از حبس خود خارج شود، در همین محل انجام شد. تیم تولید یک سوله قابل دسترس را در مرکز شهر البوکرکی پیدا کرد و یک قفس در مقیاس کوچکتر در کنار آن ساخت تا با سایت اصلی مجموعه مطابقت داشته باشد. برای آزمایشگاه مرکب بازسازی‌شده، این مجموعه از اکثر وسایل اصلی استفاده کرد، به ویژه تجهیزات آزمایشگاهی که والتر وایت کمی قبل از مرگش در صحنه آخر بریکینگ بد لمس کرد. علیرغم اینکه منجر به یک خطای تداومی شد، گیلیگان گفت که دلش نمی‌خواست اثر خونین دست والت از روی پایه را پاک کند و در عوض آن را به عنوان یک ایستر اگ برای طرفدارانش باقی گذاشت.

### مکان‌های بیرونی
بودجه و برنامه فیلمبرداری افزایش یافته فرصتی را برای گیلیگان فراهم کرد تا صحنه‌هایی را در خارج از نیومکزیکو ثبت کند، کاری که او می‌خواست اما در طول بریکینگ بد نمی‌توانست انجام دهد. یکی از این مکان‌ها شامل کویر منقش در آریزونا بود، جایی که فیلمبرداری صحنه دفن نظافتچی تاد توسط جسی و تاد انجام شد. گیلیگان پس از سفرهای متعدد با هلیکوپتر بین کالیفرنیا و البوکرکی، ایده تصویربرداری در منطقه را داشت و به زیبایی طبیعی آن توجه داشت. از آنجایی که سفر به کویر منقش نیاز به مجوز داشت، گیلیگان مجوز ویژه‌ای از ملت ناواهو برای فیلم‌برداری دریافت کرد. پال و پلمونس با هلیکوپتری که توسط خود گیلیگان که یک خلبان دارای گواهینامه است به کویر منقش وارد شدند. صحنه‌ای که تاد در ال کامینو خود شب را با هم شریک شویم را می‌خواند نیز در این منطقه فیلمبرداری شده است. گیلیگان خاطرنشان کرد که حالتی که تاد در حین رانندگی می‌دهد را پلمونس بداهه ساخته است. گیلیگان بعدها به دوران فیلمبرداری خود در کویر منقش را به عنوان بهترین روز کارگردانی در کارنامه‌اش اشاره کرد.
سکانس دیگری که خارج از البوکرکی فیلمبرداری شد، صحنه پایانی رانندگی جسی به سمت زندگی جدیدش در هینز، آلاسکا بود. در حالی که گیلیگان می‌خواست از بزرگراه هینز برای فیلمبرداری در لوکیشن استفاده کند، تولید آن گزینه را گران‌قیمت یافت و در عوض از محیطی مشابه بیرون از جکسون، وایومینگ استفاده کرد. در طول روز فیلمبرداری، خدمه از هوای مه‌آلود استفاده کردند تا به‌طور طبیعی رشته کوه تیتان را در پس زمینه پنهان کنند. این به آنها اجازه داد تا از استفاده از فناوری دیجیتال برای حذف نقطه عطف در پس از تولید اجتناب کنند. برای صحنه قبلی که جسی آخرین مبادلات خود را با اد گالبریث در پارکینگ خارج از هاینز انجام می‌داد، فیلمبرداری در سندیاکرست، خط الراس در نقطه مرتفع کوه‌های سندیا که مشرف به البوکرکی است، انجام شد.

### محرمانگی

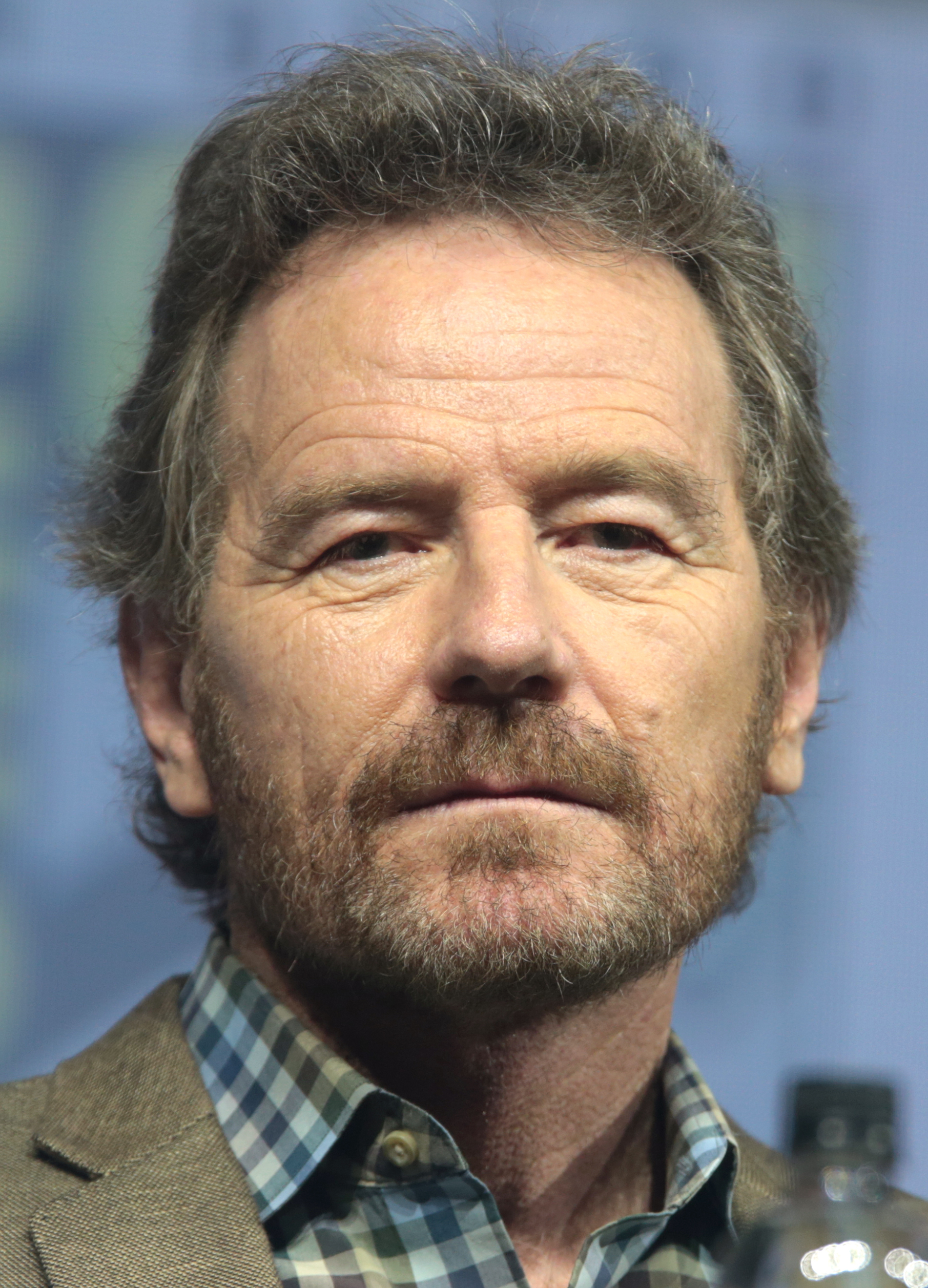
حضور کوتاه برایان کرانستون در نقش والتر وایت در تعطیلی دو روزه او از نمایش برادوی فیلمبرداری شد.

ساخت ال کامینو از مراحل پیش تولید کاملاً مخفیانه انجام شد. برخی از بازیگران فیلم بدون اینکه بدانند برای ادامه بریکینگ بد است، تماس گرفتند، و برخی این واقعیت را در زمان شروع تولید از خانواده‌های خود مخفی نگه داشتند. تهیه‌کنندگان در این دوره از فیلم‌نامه بسیار محافظت کردند. بازیگران و خدمه باید به صورت فیزیکی در مقابل آنها حضور می‌داشتند تا نسخه‌ای را که با قفل و کلید نگهداری می‌شد بخوانند. تنها در نزدیکی شروع فیلمبرداری، شایعاتی مبنی بر شروع ساخت فیلم بریکینگ بد و بازگشت پال در نقش جسی به گوش رسید. برایان کرانستون، که در نقش والتر وایت در این سریال ایفای نقش کرد، پروژه را در مصاحبه‌ای تأیید کرد اما گفت که فیلم‌نامه را ندیده است، اگرچه اگر گیلیگان خواستار آن شد و علاقه نشان داد که در آن شرکت کند.
کرانستون در نهایت در ال کامینو ظاهر می‌شود و با یک جت شخصی به البوکرکی پرواز می‌کند تا صحنه‌های خود را در مدت ۳۶ ساعت فیلمبرداری کند. در آن زمان او در نمایشی با نام شبکه تولید برادوی بازی کرد، نقشی که در نهایت جایزه تونی را برای بهترین بازیگر نقش اول مرد دریافت کرد، اما از یک استراحت دو روزه در ژانویه برای فیلمبرداری استفاده کرد. از آنجایی که کرانستون از زمان پایان سریال موهایش را بلند کرده بود، تیم آرایش از کلاه کچل و سبیل مصنوعی برای کمک به او برای رسیدن به ظاهر والتر وایت استفاده کردند و جلوه‌های بصری بیشتری در مدت پس از تولید به او اضافه شد تا ظاهر او را کامل کنند. فیلمبرداری برای صحنه رستوران ابتدا انجام گرفت، در حالی که مجموعه فقط شامل اعضای خدمه و خانواده‌هایشان بود که به‌منظور محرمانه نگه‌داشتن فیلم، به‌عنوان افراد اضافی خدمت می‌کردند. با وجود اینکه محل فیلمبرداری محصور شده بود اما تعداد زیادی از مردم محلی کاروان نمادین مجموعه تلویزیونی را در پارکینگ غذاخوری دیدند، اما خدمه از این بهانه استفاده کردند که در حال فیلمبرداری تبلیغاتی برای تور بریکینگ بد بودند تا توجه‌ها را منحرف کنند. کرانستون روز بعد صحنه راهرو را گرفت و بلافاصله به فرودگاه بازگشت و به موقع به نیویورک رسید تا در همان شب اجرایش را انجام دهد. کرانستون برای جلوگیری از عکس‌های پاپاراتزی، هنگام اسکورت از مجموعه و در سرتاسر صحنه، خود را به شدت مبدل کرد. وقتی فیلمبرداری آن روز تمام شد، به کرانستون و پال گفته شد که از دیدن یکدیگر خودداری کنند.
اقدامات مشابهی انجام شد تا اطمینان حاصل شود که اخبار فیلمبرداری به مردم محلی نمی‌رسد و بازیگران و عوامل فیلم تحت محدودیت‌های شدید در مورد آنچه می‌توانند در مورد پروژه بگویند. عوامل مجموعه هنگام رفتن به صحنه فیلمبرداری یا هنگام تصویربرداری در مکان‌های عمومی، شنل‌های بزرگی برای پنهان کردن هویت خود می‌پوشیدند و به هر یک از شخصیت‌های آنها اسامی رمز داده می‌شد. وقتی خارج از صحنه فیلمبرداری بودند، بازیگران نمی‌توانستند یکدیگر را ببینند و وقتی تشخیص داده می‌شدند بر روی کار روی فیلم به دروغ می‌گفتند. زمانی که رسانه‌ها شروع به برقراری ارتباط بین گرین بریر و بریکینگ بد کردند، بیشتر تصویربرداری‌ها به پایان رسیده بود. پس از انتشار اخباری مبنی بر اینکه این فیلم دنباله‌ای بریکینگ بد خواهد بود، نمایندگان ای‌ام‌سی، نتفلیکس و تلویزیون سونی پیکچرز همگی از اظهار نظر در مورد وجود این پروژه خودداری کردند. پال نسبت به وضعیت آن ابراز نگرانی کرد و در مصاحبه‌ای ادعا کرد که هیچ چیزی در مورد فیلم بریکینگ بد نشنیده بود، حتی اگر فیلمبرداری یک ماه قبل به پایان رسیده بود. فیلمبرداری فصل پنجم بهتره با سال تماس بگیری اندکی پس از پایان فیلمبرداری ال کامینو برای استفاده از خدمه جمع‌آوری شده انجام شد. به این ترتیب، اعضای بازیگران بهتره با سال تماس بگیری از فیلم آگاه شدند اما سوگند یاد کردند که پروژه را مخفی نگه دارند. چند روز قبل از اعلام ال کامینو، باب ادنکیرک، که در نقش سال گودمن در مجموعه‌های بریکینگ بد و بهتره با سال تماس بگیری بازی کرده است، کنایه زد که فیلم قبلاً تکمیل شده است و تهیه‌کنندگان «کار شگفت‌انگیزی برای مخفی نگه داشتن» آن انجام داده‌اند.

### تدوین
راف‌کات ال کامینو تخمین زده می‌شود که سه ساعت زمان برد و ۳۰ درصد از فیلم‌های فیلم تمام‌شده باقی‌مانده باشند. گیلیگان منتظر ماند تا فیلمبرداری کامل شود و سپس وارد اتاق برش شد تا ارائه بازخورد کند. او اولین‌بار بود که راف‌کاتِ تدوینگر، اسکیپ مک‌دونالد را مشاهده می‌کرد و اولین فیلمی بود که با هم ویرایش می‌کردند. مک‌دونالد که در فیلم‌های بریکینگ بد و بهتره با سال تماس بگیری کار کرده است، به ضرورت هیجان‌انگیز و کوتاه‌تر کردن صحنه‌ها برای حفظ علاقه تماشاگران و همچنین جلوگیری از طولانی شدن بیش از حد زمان فیلم اشاره کرد. او همچنین حفظ ریتم و سرعت و همچنین عدم وجود پیام بازرگانی را یکی از بزرگ‌ترین تفاوت‌های کار خود در این فیلم و این دو مجموعه تلویزیونی توصیف کرد.
یکی از توسعه‌های داستانی که در طول فرایند پس‌تولید حذف شد، شامل شلیک گلوله به پهلوی جسی در آخرین رویارویی با نیل و کیسی بود. به دنبال آن اد گالبریث صبح روز بعد جسی مجروح را در فروشگاه وکیوم پیدا کرد، و جسی متعاقباً صندوق عقب ماشینش را باز کرد تا پول نقدی را که برای انجام معامله به دست آورده بود نشان دهد. در حالی که پال درخواست کرد که این سکانس در قسمت نهایی باقی بماند، گیلیگان احساس کرد که این سکانس بازدهی کمی برای بینندگان دارد و تصمیم گرفت آن را حذف کند تا فیلم سریعتر به نتیجه برسد. دیگر صحنه‌های حذف‌شده برای زمان اجرا شامل استراحت بیشتر جسی در اتاق هتلش قبل از ملاقات با والتر وایت و یک سکانس طولانی از جسی و جین در طول سفر جاده‌ای آنها بود. گیلیگان تأیید کرد که صحنه‌های حذف شده و تکمیل‌شده به عنوان هدیه برای انتشار نسخه ویدیوی خانگی ال کامینو در دسترس خواهند بود.

## موسیقی

### موسیقی متن
«موسیقی بریکینگ بد گاهی بسیار بسیار کم است و من فکر می‌کنم که موسیقی ال کامینو همچنان به آن وفادار است، اما پیچیدگی و عمقی در این موسیقی وجود دارد که برای پر کردن فضای بیشتر صوتی در یک سالن تئاتر، کاملتر و بزرگتر است. این چیزی بود که ما قطعاً دنبالش بودیم.»

دیو پورتر، آهنگساز ال کامینو
برای تنظیم موسیقی ال کامینو، تیم تولید از آهنگساز دیو پورتر استفاده کرد که تمام موسیقی اصلی را برای بریکینگ بد و بهتره با سال تماس بگیری ساخته بود. پورتر که بعداً به مراحل تولید رسید، تخمین زد که شش تا هشت هفته برای آهنگسازی زمان صرف کرده است، که در مقایسه با سه تا چهار روز هر قسمت برای این دو سریال، جدول زمانی بسیار طولانی‌تری است. با توجه به برنامه طولانی‌تر تولید، گیلیگان بیشتر در استودیو ظاهر می‌شد تا به موسیقی پورتر گوش دهد و ایده‌هایش را تبادل کند، کاری که هرگز در طول بریکینگ بد انجام نداده بود. پورتر به نوبه خود احساس کرد که منابع بیشتری برای اضافه کردن تفاوت‌های ظریف به موسیقی ال کامینو دارد و با گیلیگان برای دستیابی به صدایی سینمایی که می‌تواند هویت خود را نیز تثبیت کند، کار کرد.
پورتر هنگام آهنگسازی به‌طور متوالی به فیلم نزدیک می‌شد، روشی که او آن را منحصر به فرد در روند معمول خود توصیف کرد. او موسیقی را در ابتدای فیلم طوری تنظیم کرد که شبیه قسمتی از بریکینگ بد باشد، پیش از آنکه به تدریج برای جسی به نظر برسد. مشابه کار او در هر دو مجموعه تلویزیونی که موسیقی او ترکیبی از صداهای الکترونیکی و سازهای زنده استفاده می‌کرد. پورتر هنگام اشاره به بزرگ‌ترین تفاوت‌های بین بریکینگ بد و ال کامینو، اشاره کرد که در حالی که سریال بین خطوط داستانی چندگانه در هم تنیده جابه‌جا می‌شد، فیلم بر روی یک قوس منحصربه‌فرد متمرکز شد، تجربه‌های جسی، که او آن را «رشته اخلاقی» مجموعه می‌دانست. این داستان خطی‌تر به پورتر فرصتی داد تا وضعیت ذهنی جسی را بیشتر بررسی کند و صدای او را آزمایش کند. او محتویات ال کامینو و امتیاز حاصل از آن را بیشتر «ذهنی» و «روانی» توصیف کرد تا اینکه بر «آدرنالین سریع» تکیه کند.
پورتر هنگام آماده‌سازی موسیقی خود، سریال را دوباره تماشا کرد تا نشانه‌های موسیقایی را که می‌توانست برای ال کامینو دوباره ببیند، انتخاب کند. بسیاری از شخصیت‌ها و مکان‌های بازگشتی مضامین به‌روز دریافت کردند. پورتر صحنه‌هایی با اد گالبریث و ترکیب را به عنوان نمونه ذکر کرد. با این حال، برای متمایز کردن صحنه‌های فلش‌بک از صحنه‌هایی که در حال حاضر اتفاق می‌افتند، پورتر سعی کرد تا جایی که ممکن است کمتر صداهای سینمایی سری اصلی را تکرار کند. او هدف اصلی خود را از طراحی صدای فیلم این بود که بخواهد به موسیقی استفاده شده در این سریال پیوند بزند، اما به گونه ای که احساس ناخوشایندی یا نابجا نداشته باشد. به همین دلیل، پورتر ترجیح داد که هیچ ارجاع موسیقایی به آهنگ اصلی بریکینگ بد نداشته باشد؛ او احساس می‌کرد که این کار نشان‌دهنده والتر وایت است و در داستانی که عمدتاً دربارهٔ جسی است، نمی‌گنجد.
موندو یک موسیقی متن رسمی را در ۱۴ اکتبر ۲۰۲۰، تقریباً یک سال کامل پس از اکران فیلم، منتشر کرد. ۲۶ آهنگ دو آلبومی دارای امتیاز پورتر و بسیاری از آهنگ‌های مجاز ال کامینو بود.

### آهنگ‌های دارای مجوز
آهنگ‌های دارای مجوز در ال کامینو به‌طور محدود استفاده شدند.
سه اثر برجسته در برش نهایی عبارتند از: شب را با هم شریک شویم اثر دکتر هوک و مدیسین شو، که تاد در طول سفر جاده‌ای خود و جسی در ماشین می‌خواند، اسپیکی از رد اسنپر، که روی مونتاژی که جسی در آن جستجو می‌کند، پخش می‌شود. آپارتمان تاد، و پارازیت در رادیو ساخته جیم وایت، که در تیتراژ پایانی پخش شد.
سایر آهنگ‌های دارای مجوز عبارتند از:
- من واقعاً دوست دارم امشب تو را ببینم توسط انگلند دن و جان فورد کولی
- کرزن توسط دمدایک استیر
- کانتری جنتلمن توسط فمیلی فورس ۵
- من را بریز صدا بزن نوشته لنرد اسکینرد
- به آقا با عشق توسط لولو
- کمی از صابون توسط جارملز
- اگر یک سکه نداشتم نوشته ران مودی و سنتورها

## بازاریابی
نتفلیکس به‌طور رسمی ال کامینو: فیلم بریکینگ بد را در ۲۴ اوت ۲۰۱۹ اعلام کرد و از عنوان، توضیحات، پوستر، لوگو، تیزر تریلر و تاریخ اکران فیلم ۱۱ اکتبر ۲۰۱۹ رونمایی کرد.
چند روز قبل، نتفلیکس به‌طور تصادفی این فیلم را در وب سایت خود فهرست کرد، که کاربران به سرعت متوجه آن شدند. به دلیل محرمانه بودن پروژه، طرفداران و منتقدان به‌طور یکسان از اعلام ناگهانی و همچنین با اطلاع از اینکه تاریخ انتشار زودتر از حد انتظار فرا خواهد رسید، متعجب شدند.

### پیش‌پرده‌ها
اولین پیش‌پرده منتشر شده در طی اعلامیه ال کامینو، صحنه‌ای را نشان می‌دهد که اداره مبارزه با مواد مخدر آمریکا از اسکینی پیت در مورد مکان جسی پینکمن بازجویی می‌کند. چارلز بیکر این نقش را در اولین نگاه عمومی به فیلم تکرار کرد. اگرچه از این صحنه در قسمت پایانی استفاده نشد، برخی از منتقدان پس از نمایش اولیه به اهمیت آن در گاه‌شماری ال کامینو اشاره کردند و حدس زدند که این صحنه به احتمال زیاد مدت کوتاهی پس از جدایی جسی و اسکینی پیت رخ داده است. بعداً بیکر فاش کرد که فیلم‌نامه اصلی صحنه پیش‌پرده را شامل نمی‌شود.
نتفلیکس اولین پیش‌پرده خود را در ۱۰ سپتامبر ۲۰۱۹ منتشر کرد که تنها شامل کلیپ‌های بریکینگ بد بود که بر روی آهنگ طلسم‌شده اثر کلوئی ایکس هلی تنظیم شده بود. تیزر دوم، که جسی در ال کامینو نشسته و به گزارش‌های خبری رویدادهای قبلی سریال در رادیو گوش می‌دهد، در مراسم هفتاد و یکمین جوایز امی ساعات پربیننده در ۲۲ سپتامبر ۲۰۱۹ برای اولین بار پخش شد. یک تریلر کامل برای اولین‌بار در ۲۴ سپتامبر ۲۰۱۹ پخش شد که اولین نگاه کامل خود را از کلیپ‌های ال کامینو همراه با آهنگ تشییع جنازه آسمان توسط روبن و تاریک در اختیار بینندگان قرار داد.
قبل از نمایش ال کامینو، نتفلیکس دو ویدیوی تبلیغاتی دیگر منتشر کرد که از تصاویر جدیدی از فیلم یا صحنه استفاده می‌کردند: یک کلیپ تیزر از صحبت جوی پیر با جسی در تلفن و دیگری که یک فیلم دو دقیقه‌ای از پشت صحنه بود. نتفلیکس بعداً در ۲۹ اکتبر ۲۰۱۹ یک فیلم طولانی ۱۳ دقیقه‌ای از پشت صحنه با عنوان جاده به ال کامینو منتشر کرد.

### شمارش معکوس برای ال کامینو
قبل از انتشار ال کامینو، حساب‌های توییتر بریکینگ بد و سامسونگ آمریکا شمارش معکوس را به اشتراک گذاشتند. این تبلیغ با عنوان شمارش معکوس برای ال کامینو نتیجه مشارکت سامسونگ با نتفلیکس بود. شمارش معکوس همچنین به صورت پخش زنده ۶۲ ساعته در تلویزیون‌های سامسونگ قبل از انتشار فیلم در دسترس خواهد بود.
این کمپین شاهد بازگشت هیول بابینو، با بازی لاول کرافورد شخصیت برکینگ بد و بهتره با سال تماس بگیری بود که دوباره این نقش را بازی کرد. در سرتاسر شمارش معکوس، هیول در چندین میان‌آهنگ ویدیویی کوتاه از او ظاهر شد که بی‌صبرانه در خانه امن نشسته بود و در حال غلت زدن یا تماشای اخبار بود. پس از پایان شمارش معکوس، ویدیویی از خروج هیول از خانه امن نشان داده شد. این شخصیت در نهایت در ال کامینو ظاهر نشد، اما بسیاری بر این باور بودند که این تبلیغ به سؤالی که مدت‌ها توسط طرفداران دربارهٔ سرنوشت هیول پس از پایان برکینگ بد مطرح شده بود، پاسخ داد.
بیش از ۳٫۵ میلیون بیننده قبل از اکران فیلم پخش زنده را تماشا کردند. کمستری، آژانس تبلیغاتی پشت این آگهی بعداً کمپینی را برای در نظر گرفتن جایزه تحت عنوان در انتظار با هیول ارائه کرد. این کمپین جایزه برنز را در تلویزیون برای دوازدهمین جوایز سالانه شورتی و جایزه برنز برای سرگرمی و محتوای مارکدار برای جوایز کلیو ۲۰۲۰ کسب کرد.

### گوی برفی: داستان بریکینگ بد
همزمان با اولین نمایش تلویزیونی ال کامینو در ای‌ام‌سی، این شبکه یک فیلم کوتاه سه دقیقه‌ای «گوی برفی: داستان بریکینگ بد» را در حساب کاربری رسمی یوتیوب خود در تاریخ ۱۶ فوریه ۲۰۲۰ منتشر کرد. در این فیلم کوتاه به کارگردانی اریک اشمیت و نویسندگی ملیسا نگ، جسی پلمونس در نقش تاد و لورا فریزر صداپیشگی او را در نقش لیدیا رودارت کویل ایفا می‌کنند. این فیلم کوتاه پیش از وقایع فیلم اتفاق می‌افتد، که در آن تاد در حال بهم چسباندن قطعات گوی برفی سفارشی است که شامل شباهت‌های او و لیدیا و بسته‌های شناور استویا است، و در همان حال نیز سعی می‌کند با لیدیا تماس بگیرد و تاریخ قرار را از او بپرسد. ال کامینو قبلاً همان گوی برفی را در صحنه زمانی که کیسی اتاق خواب تاد را بازرسی می‌کند نشان داده بود.

## انتشار

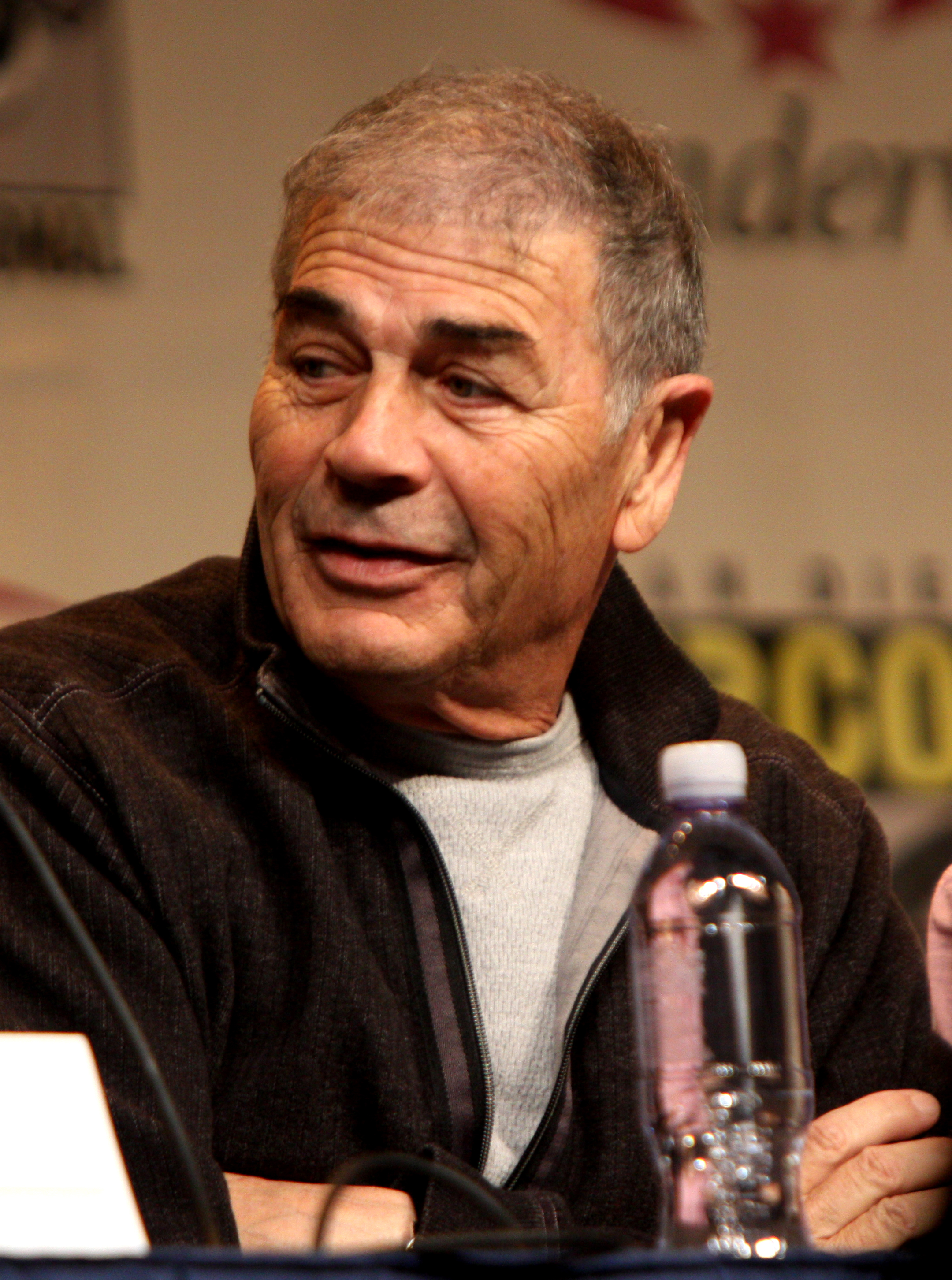
ال کامینو یکی از آخرین حضورهای رابرت فورستر بود، زیرا او در روز اکران فیلم درگذشت.

ال کامینو: فیلم بریکینگ بد اولین نمایش جهانی خود را در ۷ اکتبر ۲۰۱۹ در سالن تئاتر ریجنسی ویلیج در لس‌آنجلس با حضور چندین بازیگر از فیلم، بریکینگ بد و بهتره با سال تماس بگیری برگزار شد. نتفلیکس این فیلم را به صورت دیجیتالی در ۱۱ اکتبر ۲۰۱۹ منتشر کرد. ال کامینو نیز از ۱۱ تا ۱۳ اکتبر در ایالات متحده انتشار محدود را دریافت کرد. بعداً در تلویزیون ای‌ام‌سی در ۱۶ فوریه ۲۰۲۰ و پس از یک ماراتن کامل سریال در شبکه نمایش داده شد.
در روز اکران ال کامینو، رابرت فورستر، بازیگر نقش اد در هر دو سریال و فیلم، بر اثر عوارض ناشی از سرطان مغز در سن ۷۸ سالگی درگذشت. در این میان در سرتاسر هالیوود، بازیگران و خدمه برکینگ بد به او ادای احترام کردند. به گفته آرون پال، فورستر قبل از مرگش این فیلم را تماشا کرده بود، «او به این فیلم و به من بسیار افتخار می‌کرد. او با من تماس گرفت و گفت که من را دوست دارد. احساس می‌کردم که مشکلی وجود دارد، اما سوار هواپیما شدم و وقتی که فرود آمد، او درگذشته بود. شنیدن آن خبر فوق‌العاده غم‌انگیز بود.»

## بینندگان
نیلسن گزارش داد که ال کامینو ۲٫۶۵ میلیون بیننده در یک روز پس از اکران خود به خود جلب کرد، با مجموع ۶٫۵۴ میلیون بیننده در آخر هفته افتتاحیه. ۸٫۲ میلیون بیننده دیگر نیز چند دقیقه از ال کامینو را در سه روز اول عرضه آن تماشا کردند. این به خوبی با اولین پخش فصل پنجم بریکینگ بد با ۵٫۹ میلیون بیننده و پایانی با ۱۰٫۳ میلیون در زمانی که برای اولین‌بار از ای‌ام‌سی پخش شد مقایسه شد. پس از هفته اول اکران، نتفلیکس اعلام کرد که بیش از ۲۵ میلیون خانواده فیلم را دیده‌اند.
برای اکران محدود ال کامینو، ۱۲ سالن از ۱۲۵ سالنی که این فیلم را به نمایش گذاشتند، مجموعاً ۴۰۰۰۰ دلار، یعنی به‌طور متوسط ۳۳۳۳ دلار در هر سالن، درآمد داشتند. درپ محاسبه کرد که اگر ال کامینو اکران گسترده‌ای در سینما داشته باشد، و اگر هر بیننده گزارش شده بلیطی را با قیمت متوسط برای دیدن آن خریداری کرده باشد، آن وقت فیلم در آخر هفته در صدر باکس آفیس قرار می‌گیرد. ماه‌ها بعد، ال کامینو ۷۷۴۰۰۰ بیننده را برای نمایش تلویزیونی ای‌ام‌سی جذب کرد.

### رسانه خانگی
ال کامینو اولین انتشار ویدیوی خانگی خود را در ۱۳ اکتبر ۲۰۲۰ به عنوان یک ترکیب دی‌وی‌دی/بلوری بسته‌بندی شده در یک استیل‌بوک نسخه محدود از سرگرمی خانگی سونی پیکچرز دریافت کرد. ویژگی‌های انحصاری بلوری شامل یک قطعه تفسیری از وینس گیلیگان و آرون پال، صحنه‌های حذف‌شده و توسعه‌یافته، یک حلقه گیج و توضیحات صحنه با گیلیگان بود. از دیگر ویژگی‌های بلوری و دی‌وی‌دی می‌توان به یک صوت تفسیری از چندین بازیگر و خدمه، یک مستند پشت صحنه، تیزرها و تریلرهای تبلیغاتی، و گالری‌های طراحی جلوه‌های بصری اشاره کرد.

## بازخورد

### واکنش انتقادی
در وب‌سایت بازبینی جمعی راتن تومیتوز، ال کامینو: فیلم بریکینگ بد بر اساس نظرات ۱۳۳ منتقد، با میانگین امتیاز ۷٫۳/۱۰، امتیاز ۹۲ درصد را کسب کرده است. اجماع انتقادی آن چنین بود: «اگرچه نه ضروری، سرگرم‌کننده، ال کامینو یک کد دیرهنگام رضایت بخش به داستان بریکینگ بد می‌افزاید، که توسط بهترین عملکرد حرفه‌ای از آرون پال هدایت می‌شود». متاکریتیک، که از میانگین وزنی استفاده می‌کند، بر اساس ۳۵ منتقد، به ال کامینو امتیاز ۷۲ از ۱۰۰ را اختصاص داد که نشان‌دهنده «نقدهای عموماً مطلوب» است.
جودی برمن از تایم، نقش اصلی آرون پال را «مسحورکننده» دانست و با استناد به راحتی او در ایفای این نقش گفت: «او به‌طور کامل در نقشی که سال‌ها بازی نکرده بود دوباره در آن زندگی می‌کند… او جسی را با همان ترکیبی از حماقت (زوال) و وحشت وجودیش (در حال افزایش) ایفای نقش کرد و او را به پایان رساند.» لیز شنون میلر در نقد خود از ورج توضیح داد که «کار [پال] در ال کامینو، با توجه به ضریب دشواری بالایی که برای بازی در بسیاری از گونه‌های این شخصیت به وجود می‌آید، خیره‌کننده است» و به دنبال آن بیان کرد: «چیزی که باعث می‌شود ال کامینو بسیار قانع‌کننده باشد و چگونه با تغییر او از همان روزهای اولیه ارتباط برقرار می‌کند.» در مقابل، دیوید لوزلی از جی‌کیو احساس کرد که ال کامینو از پتانسیل کامل پال استفاده نمی‌کند و می‌گوید «بدون حضور بازیگران، فیلم اغلب نمی‌داند با او چه کند». دنیل فینبرگ از هالیوود ریپورتر نیز عملکرد جسی پلمونس را برجسته می‌کند و می‌گوید: «پلمونس هرگز آنقدر که شایسته نبود… و این ممکن است زمان خوبی باشد تا به درستی از مرد عجیب و وحشتناکی که تاد بود لذت ببریم». فینبرگ همچنین کارگردانی وینس گیلیگان را ستود و گیلیگان را «یک سبک بصری دقیق و پیچیده… مفهوم بریکینگ بد به عنوان یک وسترن معاصر هرگز به این وضوح بیان و اجرا نشده است.» او همچنین به مارشال آدامز فیلمبردار، اسکیپ مک‌دونالد تدوین‌گر و دیو پورتر آهنگساز، که همگی در سریال بریکینگ بد و بهتره با سال تماس بگیری کار کرده‌اند، به خاطر کمک به ال کامینو در «بازگشت به قواعد اصلی برنامه» اعتبار می‌بخشد. درن فرانیچ، منتقد، در نقدی برای انترتینمنت ویکلی، سبک گیلیگان را «پر انرژی» دانست و با ذکر فیلم‌برداری، تدوین و مونتاژ ال کامینو، از بودجه بیشتر استفاده شده «بیشتر برای اضطراب بالا تا آتش‌سوزی پر زرق و برق»، تمجید کرد. اریک آدامز از ای.وی. کلاب تصور کرد که تصاویر وسترن کمی «به طرز ناشیانه‌ای به کار گرفته شده‌اند» اما مقیاس فیلم را تحسین کرد.

### به عنوان ادامهبریکینگ بد
آلان سپینوال از رولینگ استون ال کامینو را از منظر روایی، به عنوان ادامه‌ای از بریکینگ بد ستایش کرد و اظهار داشت: «اگر نتیجه [بریکینگ بد] نقصی داشت… این بود که جسی جا مانده بود. در پایان ال کامینو، دیگر اینطور نیست». ملیسا لئون از دیلی بیست با این موضوع موافق بود و گفت: «ال کامینو وسترن معاصر آرامش‌دهنده وینس گیلیگان، خالق بریکینگ بد، داستان جسی را تکمیل می‌کند و جزئیات زخم‌های عاطفی (و فیزیکی) را که والت برای زندگی با آنها به جا گذاشته است، ارائه می‌کند. استیو گرین از ایندی‌وایر در رابطه با وقایع فیلم از مجموعه قبلی اظهار داشت: «اگرچه شبح شرکای سابق جسی ال کامینو را تحت‌الشعاع قرار می‌دهد، اما گیلیگان به‌طور مؤثر توجه مخاطب را به خود جلب می‌کند تا آنها را بر زمان حال متمرکز شوند». وقتی این فیلم را با دیگر پروژه‌های فرنچایز بریکینگ بد مقایسه می‌کنند، روکسان سانکتو از لیتل وایت لایز اشاره می‌کند که «اسپین‌آف‌های فیلم به روند خطرناکی تبدیل شده‌اند که اغلب به ناامیدی ختم می‌شود… تعادل باید حفظ شود و خوشبختانه خالق آن وینس گیلیگان آن را با ال کامینو میخکوب کرده است. در حالی که جاش اشپیگل از مجله اسلش‌فیلم ال کامینو را لذت بخش می‌دانست، برعکس، فیلم را برای قوس کلی مجموعه غیر ضروری می‌دانست. او نوشت که «اگر عاشق بریکینگ بد بودید… شاید فکر می‌کردید که بعداً جسی پینکمن چه خواهد شد؟» حتی پاسخ دادن به این سؤال وینس گیلیگان ایده بدی نبود. این است که یک نسخه دو ساعته از آن پاسخ، به همان اندازه که زیبا به نظر می‌رسد و به همان اندازه که خوب عمل می‌کند، کاملاً اضافی بود. فرانیچ به‌طور مشابه ال کامینو را با یک مراسم ویژه تجلیل از تلویزیون مقایسه کرد و آن را «پروژه‌ای بازیگوش، بسیار سرگرم‌کننده و نه همیشه ضروری» نامید. هیو مونتگومری، خبرنگار بی‌بی‌سی، نسبت به این فیلم تعارف کمتری داشت، او ال کامینو را به‌عنوان «یک بخش از فرنچایز به اندازه هر چیزی که روی صفحه بزرگ رؤیای آن را می‌بینید، همان اندازه کند و توخالی است» توصیف کرد. با این حال، آلیسا ویلکینسون از واکس استدلال کرد که لذت ال کامینو «از دیدن دوباره شخصیت‌های مورد علاقه شما ناشی می‌شود، نه حل و فصل قطعات گمشده‌ای که شش سال خواب شما را عذاب داده‌اند». برایان تالریکو از راجرابرت.کام همچنین به لزوم دیدن کامل بریکینگ بد قبل از تماشای فیلم اشاره کرد و نوشت: «اگر در مورد اتفاقی که در موفقیت‌آمیز ای‌ام‌سی رخ داد گیج هستید، به شما هشدار داده شود که ال کامینو دست شما را نمی‌گیرد. این فیلم به اندازه فیلمی که پس از پایان فصل پنجم تماشا می‌شود، به عنوان یک فیلم مستقل طراحی نشده است». ریچارد روپر از شیکاگو سان-تایمز با این موضوع موافق بود و گفت: «اگر سعی کنید بدون دیدن سریال، این دنباله تیز و جذاب را تماشا کنید، مانند بجر بدون اسکینی پیت گم خواهید شد.» وادیم ریزوف از سایت اند ساوند هنگام صحبت در مورد اینکه کدام مخاطب از فیلم لذت می‌برد، گفت: «ال کامینو فقط برای طرفدارانی کار می‌کند که می‌توانند به یاد بیاورند که همه این چهره‌های آشنا چه کسانی هستند، کشش نوستالژیک و امکان اتصال مجدد گاهی در دیالوگ خلاصه می‌شود. بیشتر آنها از افشاگری‌های مضحک اجتناب می‌کنند، اما دیگران گیج خواهند شد.»

### تمجیدها
ال کامینو چندین نامزدی در دسته‌های فیلم‌های تلویزیونی یا استریمینگ را از مراسم‌های جوایز صنعت بزرگ دریافت کرد، جایی که بریکینک بد قبلاً در دسته‌های سریال‌های تلویزیونی جوایز متعددی را کسب کرده بود. سه جایزه برنده شده توسط این فیلم شامل بهترین فیلم ساخته شده برای تلویزیون در جوایز تلویزیونی به انتخاب منتقدان، دستاورد برجسته در تدوین صدا - ارائه تک در جوایز حلقه طلایی و بهترین فیلم سینمایی ساخته شده برای تلویزیون در جوایز ستلایت است.
برای هفتاد و دومین دوره جوایز امی هنرهای خلاقانه ساعات پربازدید، ال کامینو چهار نامزدی دریافت کرد: فیلم تلویزیونی برجسته، ویرایش تصویر تک دوربین برجسته و میکس صدا برجسته برای یک سریال یا فیلم محدود، و ویرایش برجسته صدابرای یک سریال محدود، فیلم یا ویژه‌برنامه بسیاری از منتقدان پیش‌بینی می‌کردند که پال و پلمونس به‌ترتیب برای نقش‌هایشان در فیلم نامزد بهترین بازیگر نقش اول مرد و بهترین بازیگر نقش مکمل مرد در یک سریال یا فیلم محدود خواهند شد، اما هر دو بازیگر برنده نشدند. از آنجایی که بریکینگ بد مجموعاً شانزده جایزه امی را در طول اجرای خود جمع‌آوری کرد، برخی از منتقدان نیز احساس کردند که ال کامینو می‌تواند بر اساس تأثیر قبلی سریال بر رای‌دهندگان، برنده بهترین فیلم تلویزیونی شود. با این حال، آموزش بد مدعی دریافت این جایزه شد، در حالی که نگهبانان در هر بخش فنی که ال کامینو نامزد شده بود، برنده شد.
| جایزه                                   | تاریخ مراسم      | دسته‌بندی                                                           | نامزدها | نتیجه    | منبع            |
| --------------------------------------- | ---------------- | ------------------------------------------------------------------ | --- | -------- | --------------- |
| جوایز انجمن صدای سینما                  | ۲۵ ژانویه، ۲۰۲۰  | دستاورد برجسته در میکس صدای فیلم‌های تلویزیونی یا سریال‌های محدود    | فلیپ دابلیو. پالمر, لری بی. بنجامین، کوین ولنتاین، گرگ هیز، کریس ناوارو، و استیسی مایکلز                                                   | نامزدشده | [ ۱۸۵ ] [ ۱۸۶ ] |
| جایزه تلویزیونی به انتخاب منتقدان       | ۱۲ ژانویه، ۲۰۲۰  | بهترین فیلم ساخته شده برای تلویزیون                                | ال کامینو: فیلم بریکینگ بد | برنده    | [ ۱۷۵ ] [ ۱۸۷ ] |
| جایزه تلویزیونی به انتخاب منتقدان       | ۱۲ ژانویه، ۲۰۲۰  | بهترین بازیگر نقش مکمل مرد در یک فیلم/مینی‌سریال                    | جسی پلمونس | نامزدشده | [ ۱۷۵ ] [ ۱۸۷ ] |
| جوایز انجمن کارگردانان آمریکا           | ۲۵ ژانویه ۲۰۲۰   | کارگردانی برجسته - مینی‌سریال یا فیلم تلویزیونی                     | وینس گیلیگان | نامزدشده | [ ۱۸۸ ] [ ۱۸۹ ] |
| جوایز حلقه طلایی                        | ۱۹ ژانویه، ۲۰۲۰  | دستاورد برجسته در ویرایش صدا - ارائه تک                            | کورت نیکولاس فورشگر, تاد تون، کاترین مدسن، جین بوگل، لوک گیبلون، جیسون ترگو نیومن، برایانت جی فرمن، جف کرانفورد، گرگ باربانل و الکس اولریچ | برنده    | [ ۱۷۶ ] [ ۱۹۰ ] |
| جوایز امی هنرهای خلاقانه ساعات پربیننده | ۱۶ سپتامبر، ۲۰۲۰ | تدوین تک دوربین برای یک مینی‌سریال یا مجموعه آنتولوژی یا فیلم       | اسکیپ مک‌دونالد | نامزدشده | [ ۱۷۸ ] [ ۱۸۴ ] |
| جوایز امی هنرهای خلاقانه ساعات پربیننده | ۱۶ سپتامبر، ۲۰۲۰ | میکس صدا برای یک مینی‌سریال یا مجموعه آنتولوژی یا فیلم              | فیلیپ دبلیو. پالمر, لری بی. بنجامین، کوین ولنتاین، و استیسی مایکلز                                                                         | نامزدشده | [ ۱۷۸ ] [ ۱۸۴ ] |
| جوایز امی هنرهای خلاقانه ساعات پربیننده | ۱۹ سپتامبر ۲۰۲۰  | تدوین صدا برای یک مینی‌سریال یا مجموعه آنتولوژی، فیلم یا ویژه‌برنامه | کورت نیکولاس فورشگر, تاد تون، کاترین مدسن، جین بوگل، لوک گیبلون، جیسون ترگو نیومن، برایانت جی فرمن، جف کرانفورد، گرگ باربانل و الکس اولریچ | نامزدشده | [ ۱۷۸ ] [ ۱۸۴ ] |
| جوایز امی هنرهای خلاقانه ساعات پربیننده | ۱۹ سپتامبر ۲۰۲۰  | بهترین فیلم تلویزیونی                                              | ال کامینو: فیلم بریکینگ بد | نامزدشده | [ ۱۷۸ ] [ ۱۸۴ ] |
| جوایز انجمن تهیه‌کنندگان آمریکا          | ۱۸ ژانویه، ۲۰۲۰  | بهترین تهیه‌کنندگان فیلم پخش شده یا تلویزیونی                       | مارک جانسون، ملیسا برنشتاین، چارلز نیوریث، وینس گیلیگان، آرون پال و دایان مرسر                                                             | نامزدشده | [ ۱۹۲ ] [ ۱۹۳ ] |
| جوایز ستلایت                            | ۱۹ دسامبر، ۲۰۱۹  | بهترین بازیگر مرد - مینی‌سریال یا فیلم تلویزیونی                    | آرون پال | نامزدشده | [ ۱۷۷ ] [ ۱۹۴ ] |
| جوایز ستلایت                            | ۱۹ دسامبر، ۲۰۱۹  | بهترین فیلم تلویزیونی                                              | ال کامینو: فیلم بریکینگ بد | برنده    | [ ۱۷۷ ] [ ۱۹۴ ] |
| جوایز ساترن                             | ۲۶ اکتبر، ۲۰۲۱   | بهترین فیلم اکشن یا ماجراجویی                                      | ال کامینو: فیلم بریکینگ بد | نامزدشده | [ ۱۹۵ ] [ ۱۹۶ ] |
| جوایز ساترن                             | ۲۶ اکتبر، ۲۰۲۱   | بهترین بازیگر مرد                                                  | آرون پال | نامزدشده | [ ۱۹۵ ] [ ۱۹۶ ] |
| جوایز انجمن نویسندگان آمریکا            | ۱ فوریه، ۲۰۲۰    | تلویزیون: فرم طولانی - اقتباسی                                     | وینس گیلیگان | نامزدشده | [ ۱۹۷ ] [ ۱۹۸ ] |

1. ↑  نامزدهای اضافی: رابین لو چانو، چارلز نیوریث (مدیران تولید واحد)، جان وایلدرموت (دستیار اول کارگردان)، کیتی گالو (دستیار دوم کارگردان)، ناتان ای. دیویس (دستیار دوم کارگردان)، ملیسا بوسکو لاود، و چاد گویت (دستیار دوم کارگردان اضافی).[۱۸۸]
2. 1 2  هفتاد و دومین مراسم امی هنرهای خلاق ساعات پربیننده از ۱۴ تا ۱۷ سپتامبر ۲۰۲۰ و در ۱۹ سپتامبر ۲۰۲۰ برگزار شد. تاریخ ذکر شده در کنار هر دسته‌بندی امی نشان دهنده زمان اهدای جایزه مربوطه است.[۱۹۱]

## آینده
هم وینس گیلیگان و هم آرون پال، ال کامینو را نتیجه‌ای مناسب برای داستان جسی پینکمن می‌دانستند، بدون اینکه هیچ‌کدام برنامه‌ای فوری برای دنباله‌ای پس از اکران فیلم داشته باشند. گیلیگان با گمانه‌زنی دربارهٔ زندگی جدید جسی در هینز، آلاسکا، پس از اتفاقات ال کامینو، گمان می‌کرد که جسی «از آبجوسازی لذت می‌برد و شاید در تولیدکنندگان اسکی کاری پیدا کند… مردم بسیار خوب آلاسکا از او در جامعه استقبال می‌کنند.» پال معتقد بود که «جسی می‌خواهد از دردسر دوری کند. او مقدار زیادی پول نقد در اختیار دارد. و سبک زندگی بسیار ساده‌ای خواهد داشت. او به مکانی بسیار کوچک در آلاسکا نقل مکان می‌کند، بنابراین به هرچیزی نیاز ندارد. او می‌داند که چگونه با دستانش کار کند، بنابراین فقط باید این مهارت‌ها را تازه کند و به هنرمندی تبدیل شود که همیشه قرار بود باشد.»
با این حال، نه گیلیگان و نه پال به‌طور قطعی امکان ساخت دنباله فیلم ال کامینو را رد نکردند. گیلیگان زمانی که به پایان فصل آخر مجموعه تلویزیونی بهتره با سال تماس بگیری کمک کرد، می‌خواست داستان جدیدی خارج از مجموعه بریکینگ بد بسازد، اما اگر همه علاقه‌مند بودند، احتمال کمی برای بازگشت به خط داستانی جسی وجود داشت. او پیشنهاد کرد که یک دنباله احتمالی ممکن است در هینز اتفاق بیفتد. پال گفت که اگر گیلیگان احساس کند که داستان بیشتری برای گفتن دارد، علاقه‌مند است دوباره نقش جسی را بازی کند، اما به شدت تردید داشت که چنین سناریویی رخ دهد زیرا فیلم پایان رضایت بخشی به این شخصیت داد. او همچنین ابراز تمایل کرد صرف نظر از اینکه پروژه مربوط به بریکینگ بد است یا خیر دوباره با گیلیگان کار کند. اگرچه پال به ایده دیدن ماجراهای جسی در آلاسکا اشاره گرمی کرد، او همچنین چشم‌انداز فصل جدیدی برکینگ بد را که بر روی او متمرکز شود، رد کرد.
پال در نهایت دوباره جسی پینکمن را در فصل آخر بهتره با سال تماس بگیری برای دو قسمت تکرار کرد و گیلیگان کارگردانی قسمت دوم را بر عهده داشت. با این حال، ظاهر شخصیت او به‌طور متعارف قبل از وقایع ال کامینو اتفاق افتاد. پس از اعلام اولیه نقش مهمان خود، پال تکرار کرد که هر بازگشت دیگری به عنوان جسی پینکمن نیازمند مشارکت گیلیگان است. گیلیگان مدت کوتاهی قبل از اینکه بهتره با سال تماس بگیری به پایان برسد، مجدداً تأیید کرد که هیچ برنامه‌ای برای ورود جدید در فرنچایز ندارد. پس از پایان سریال، پال گفت که احساس اطمینان می‌کند که بهتره با سال تماس بگیری آخرین حضور جسی را رقم زده است و آن را خداحافظی با شخصیت او خواند.